# 梅原裕一郎
梅原 裕一郎（うめはら ゆういちろう、1991年3月8日 - ）は、日本の男性声優。静岡県出身。アーツビジョン所属。既婚。

## 来歴
声優という職業を知ったきっかけは中学1年のころに『ロード・オブ・ザ・リング』でアラゴルン役を演じていた大塚芳忠の声に惹かれたことから。
その後、大学受験の浪人中に息抜きとして見ていた洋画がきっかけで、声優という仕事の楽しさに興味を持ち目指すようになった。
2013年に声優デビューし、2014年の『オレん家のフロ事情』でテレビアニメ初レギュラーを果たした。放送は「オレん家のフロ事情」が先だったが、実際にアニメ作品で名前のある役がオーディションで決まったのは『美男高校地球防衛部LOVE!』の由布院煙役が初めてだった。2015年10月、『ヤングブラック・ジャック』の間黒男役で初主演。
2016年、第10回声優アワードで新人男優賞を受賞。
2017年10月、ニュータイプアニメアワード2017において男性声優賞を受賞。
2018年5月10日、所属事務所から急性散在性脳脊髄炎の治療のため休業することを発表。同年7月30日、体調を考慮しながら徐々に活動を再開することが発表された。
2020年4月1日、桑原聖、中島ヨシキ、渡辺大聖との4人でのバンド「Sir Vanity」の活動を開始。

## 人物
先述の経験から憧れの声優は大塚芳忠であり、彼のように外画の悪役などで名を馳せる役者になることを目標としている。アニメでは新海誠の『言の葉の庭』に感銘を受けたことから、彼の監督作品に出演するのが夢だと語っている。
趣味はクラシック音楽、映画、テレビドラマ鑑賞。その中でも、ロシアの作曲家イゴール・ストラヴィンスキーの曲を好んで聴いている。
好きな食べ物は唐揚げやヨーグルトなどを挙げており、苦手な食べ物はかつて磯臭いもの を挙げていたが、食べられるようになったと語っている。
ピアノを8年ほど、ギターを3年ほど弾いていた。小学校時代は器楽部所属、高校時代は軽音楽部に所属し、ボーカルとエレキギターを担当していた。
カラオケの十八番は尾崎紀世彦の「また逢う日まで」。
幼少期には『忍者戦隊カクレンジャー』や『超力戦隊オーレンジャー』を観ていたという。

## 休業時における代役・後任
梅原の病気療養中、キャスト変更や代役を務めるなどした人物は以下の通り。
| 後任     | 役名         | 作品                                   | 後任の初出演           | 復帰時期    |
| -------- | ------------ | -------------------------------------- | ---------------------- | ----------- |
| 森川智之 | ナレーション | 『鳥海浩輔・前野智昭の大人のトリセツ』 | 第5回                  | 第11回      |
| 前野智昭 | 峯沢維弦     | 『Caligula -カリギュラ-』              | テレビアニメ版第9話    | BD/DVD第5巻 |
| 前野智昭 | イエヤス     | 『千銃士』                             | 第1話                  | 第8話       |
| 前野智昭 | 圓翔         | 『銀魂.』                              | 第356話                | なし        |
| 杉田智和 | 杉本一       | 『多田くんは恋をしない』               | 第11話                 | BD/DVD第4巻 |
| 大西弘祐 | フレディ     | 『スクール・オブ・ロック』             | 第3回                  | 第12回      |
| 濱野大輝 | ゴロー       | 『ダーリン・イン・ザ・フランキス』     | 第23話                 | BD/DVD第8巻 |
| 石川界人 | 北埋川大地   | 『ハッピーシュガーライフ』             | テレビアニメ           | なし        |
| 鳥海浩輔 | 光森壱哉     | 『VARIABLE BARRICADE』                 | 『VARIABLE BARRICADE』 | なし        |

なお、『あまんちゅ! 〜あどばんす〜』は2017年11月14日にニコニコ生放送にて配信された「夢ヶ丘高校ダイビング部 懇親会」内にて同年8月に全話収録済みであることが発表されている。また、2018年10月24日に発売予定の『スタミュ』新作OVA「スタミュ in ハロウィン」についてもキャスト変更はなく、予定通り発売された。
『銀河英雄伝説 Die Neue These 邂逅』については特別番組「キルヒアイスのイゼルローン訪問記」内にて2018年4月中旬の時点で収録が終盤であることが発表されており、キャスト変更はなく全話放映されたが、7月15日に開催されたイベント「「銀河英雄伝説 Die Neue Theseイベント」-黎明篇-」への出演は見合わせた。
「SQシリーズ」に関してはキャスト変更はなく、出演予定だった関連CDの発売予定を全て未定にする措置が取られ、2018年6月17日開催の「TSUKIPRO LIVE 2018 SUMMER CARNIVAL」への出演も見送りが発表された。同様に、5月20日開催の『アイドルマスター SideM』スペシャルイベント「Five-St@rParty!!」および、6月9日開催のTVアニメ『アイドルマスター SideM』アニメイト第6巻発売記念スペシャルイベントにおいても出演見合わせが発表された。

## 出演
太字はメインキャラクター。

### テレビアニメ
2014年
- 悪魔のリドル（ダーツ屋の生徒）
- オオカミ少女と黒王子（男子生徒、店員）
- オレん家のフロ事情（若狭）
- 極黒のブリュンヒルデ（数学教師、男A、警官、隊員、ヘクセンヤクトの男 他）
- 棺姫のチャイカ（ごろつきC）
- まじもじるるも（浦田）
- 弱虫ペダル（観客）

2015年
- 赤髪の白雪姫（2015年 - 2016年、ミツヒデ・ルーエン） - 2シリーズ
- アクエリオンロゴス（空篠翼人）
- 終わりのセラフ（レーネ・シム） - 2シリーズ
- ガッチャマン クラウズ インサイト（鈴木理詰夢）
- 機動戦士ガンダム 鉄血のオルフェンズ（2015年 - 2017年、ユージン・セブンスターク） - 2シリーズ
- 少年ハリウッド -HOLLY STAGE FOR 50-（友人）
- 美男高校地球防衛部LOVE!（2015年 - 2016年、由布院煙） - 2シリーズ
- ポケットモンスター XY（オルニス）
- 枕男子（永守・T・隆士）
- ミリオンドール（リュウサン）
- ヤングブラック・ジャック（間黒男）

2016年
- あまんちゅ!（2016年 - 2018年、二宮誠） - 2シリーズ
- ガーリッシュ ナンバー（烏丸悟净）
- GATE 自衛隊 彼の地にて、斯く戦えり（ディアボ）
- タイガーマスクW（藤井タクマ / タイガー・ザ・ダーク）
- D.Gray-man HALLOW（レゴリー・ペック）
- TRICKSTER -江戸川乱歩「少年探偵団」より-（井上了）
- ななにんのあやかし-ちみちみ魍魎!!現代物語-（狗天）
- バッテリー（海音寺一希、男性アナウンサー）
- ハルチカ〜ハルタとチカは青春する〜（大学生）
- マジきゅんっ!ルネッサンス（一条寺帝歌）

2017年
- ちるらん にぶんの壱（永倉新八）
- スタミュ（2017年 - 2019年、北原廉） - 2シリーズ
- カブキブ!（村瀬とんぼ）
- 神撃のバハムート VIRGIN SOUL（シャリオス17世）
- ようこそ実力至上主義の教室へ（2017年 - 2024年、堀北学） - 3シリーズ
- SHADOW OF LAFFANDOR ラファンドール国物語 〜FANTASY PICTURE STORY〜（アイソル）
- イケメン戦国◆時をかけるが恋は始まらない（武田信玄）
- 戦刻ナイトブラッド（伊達政宗）
- 十二大戦（失井）
- TSUKIPRO THE ANIMATION（2017年 - 2021年、村瀬大、大） - 2シリーズ
- アイドルマスター SideM（鷹城恭二）
- クジラの子らは砂上に歌う（オウニ）
- キノの旅 -the Beautiful World- the Animated Series（シズ）
- ROBOMASTERS THE ANIMATED SERIES（テイ）
- DYNAMIC CHORD（黒沢忍）

2018年
- 学園ベビーシッターズ（狼谷隼）
- ダメプリ ANIME CARAVAN（ヴィーノ）
- ダーリン・イン・ザ・フランキス（ゴロー）
- 朝だよ!貝社員（カブラ貝）
- ブラッククローバー（2018年 - 2019年、マルス）
- 銀魂.（圓翔〈第353話まで〉）
- 銀河英雄伝説 Die Neue These 邂逅（ジークフリード・キルヒアイス）
- 重神機パンドーラ（ジェイ・ユン）
- 多田くんは恋をしない（杉本一）
- 覇穹 封神演義（韋護）
- Caligula -カリギュラ-（峯沢維弦）
- プラネット・ウィズ（虎居英雄）
- キャプテン翼（2018年 - 2024年、若島津健） - 2シリーズ
- 千銃士（イエヤス〈第8話以降〉）
- ゴブリンスレイヤー（2018年 - 2023年、ゴブリンスレイヤー） - 2シリーズ
- アイドルマスター SideM 理由あってMini!（鷹城恭二）

2019年
- 明治東亰恋伽（尾崎紅葉）
- ダイヤのA actII（美馬総一郎）
- RobiHachi（カメカメカ王子）
- ワンパンマン（黒い精子）
- クレヨンしんちゃん（2019年 - 2020年、イケメン、池面洋）
- あんさんぶるスターズ!（蓮巳敬人）
- 炎炎ノ消防隊（灯城）
- 慎重勇者〜この勇者が俺TUEEEくせに慎重すぎる〜（竜宮院聖哉）
- スタンドマイヒーローズ PIECE OF TRUTH（宮瀬豪）
- けだまのゴンじろー（ブリュットル）
- 忍たま乱太郎（兵）

2020年
- うちタマ?! 〜うちのタマ知りませんか?〜（三河クロ）
- 地縛少年花子くん（寧々の想い人）
- プランダラ（ジェイル＝マードック）
- 異世界かるてっと2（竜宮院聖哉）
- 啄木鳥探偵處（萩原朔太郎）
- フルーツバスケット（2020年 - 2021年、草摩紅野） - 2シリーズ
- 本好きの下剋上 司書になるためには手段を選んでいられません（2020年 - 2022年、ダームエル） - 2シリーズ
- シャドウバース（2020年 - 2024年、霧山シロウ） - 2シリーズ
- あひるの空（八熊重信）
- アクダマドライブ（運び屋）
- 戦翼のシグルドリーヴァ（梅原・良悟）
- ゴールデンカムイ（2020年 - 2023年、ヴァシリ） - 2シリーズ
- アニメ カピバラさん（2020年 - 2021年、ナレーション、飼育係のお兄さん）

2021年
- アイ★チュウ（リュカ）
- 天地創造デザイン部（木村）
- スケートリーディング☆スターズ（姫川泉澄）
- オルタンシア・サーガ（デフロット・ダノワ）
- 2.43 清陰高校男子バレー部（青木操）
- 蜘蛛ですが、なにか?（魔族軍「魔王補佐」バルト・フィサロ）
- SSSS.DYNAZENON（山中暦） - 2023年に劇場総集編公開
- セブンナイツ レボリューション -英雄の継承者-（ガレス）
- ましろのおと（神木清流〈緒方洸輔〉）
- 聖女の魔力は万能です（2021年 - 2023年、エアハルト・ホーク） - 2シリーズ
- 転生したらスライムだった件 転スラ日記（ゼギオン）
- やくならマグカップも（草野智也） - 2シリーズ

2022年
- 怪人開発部の黒井津さん（佐田巻博士）
- ジョジョの奇妙な冒険 ストーンオーシャン（2022年  - 2023年、ウェザー・リポート） - 3シリーズ
- かぐや様は告らせたい-ウルトラロマンティック-（イケメンA）
- ビルディバイド -＃FFFFFF-（アルケルード）
- アオアシ（栗林晴久）
- シュート!Goal to the Future（神谷篤司）
- キャップ革命 ボトルマンDX（2022年 - 2023年、伊獣院シマン）
- 東京ミュウミュウ にゅ〜♡（2022年 - 2023年、パイ） - 2シリーズ
- 悪役令嬢なのでラスボスを飼ってみました（クロード・ジャンヌ・エルメイア）
- 聖剣伝説 Legend of Mana -The Teardrop Crystal-（瑠璃）
- うちの師匠はしっぽがない（らくだ）
- BLEACH 千年血戦篇（2022年 - 2024年、ユーグラム・ハッシュヴァルト） - 3シリーズ
- クールドジ男子（2022年 - 2023年、三間貴之）
- VAZZROCK THE ANIMATION（村瀬大）
- 農民関連のスキルばっか上げてたら何故か強くなった。（ヴォルペ・ドォーマ）

2023年
- REVENGER（碓水幽烟）
- スパイ教室（クラウス） - 2シリーズ
- 冰剣の魔術師が世界を統べる（エヴィ＝アームストロング）
- 最強陰陽師の異世界転生記（玖峨晴嘉）
- 魔王学院の不適合者 II 〜史上最強の魔王の始祖、転生して子孫たちの学校へ通う〜（2023年 - 2024年、アノス・ヴォルディゴード / アノシュ・ポルティコーロ） - 2シリーズ
- HIGH CARD（2023年 - 2024年、ヴィジャイ・クマール・シン） - 2シリーズ
- ツルネ -つながりの一射-（荒垣黎司）
- 彼女が公爵邸に行った理由（ノアボルステア・ウィンナイト）
- Opus.COLORs（灰島伊織）
- 鬼滅の刃 刀鍛冶の里編（積怒）
- マッシュル-MASHLE-（2023年 - 2024年、アベル・ウォーカー） - 2シリーズ
- AYAKA -あやか-（伊吹朱）
- お嬢と番犬くん（宇藤啓弥）
- 新しい上司はど天然（白崎優清）
- ティアムーン帝国物語〜断頭台から始まる、姫の転生逆転ストーリー〜（ルードヴィッヒ・ヒューイット）
- ビックリメン（一本釣）
- るろうに剣心 -明治剣客浪漫譚- (2023)（2023年 - 2024年、月岡津南） - 2シリーズ

2024年
- 休日のわるものさん（ブラック）
- ヴァンパイア男子寮（二階堂蓮）
- WIND BREAKER（十亀条）
- 異世界スーサイド・スクワッド（ジョーカー）
- FAIRY TAIL 100年クエスト（メルクフォビア）
- 星降る王国のニナ（アズール）
- パーティーから追放されたその治癒師、実は最強につき（ジーク）
- 青のミブロ（2024年 - 2025年、新見錦）
- アサティール2 未来の昔ばなし（スハイル）
- 転生貴族、鑑定スキルで成り上がる（ジャン・テンドリー）
- 魔王2099（メラル）

2025年
- 悪役令嬢転生おじさん（リシャール・ヴェルソー）
- どうせ、恋してしまうんだ。（星川透吾）
- 紫雲寺家の子供たち（紫雲寺新）
- ゴリラの神から加護された令嬢は王立騎士団で可愛がられる（レオハルト・ナミル）
- アポカリプスホテル（キャプテン・アヴィオール）
- えぶりでいホスト（ルイ）
- 勘違いの工房主〜英雄パーティの元雑用係が、実は戦闘以外がSSSランクだったというよくある話〜（スクリプター）
- 勇者パーティーを追放された白魔導師、Sランク冒険者に拾われる 〜この白魔導師が規格外すぎる〜（ダッカス）
- 機械じかけのマリー（ロイ）

2026年
- 火喰鳥 羽州ぼろ鳶組（松永源吾）
- 穏やか貴族の休暇のすすめ。（ジル）
- 悪役令嬢は隣国の王太子に溺愛される（アクアスティード）

時期未定
- 転生した大聖女は、聖女であることをひた隠す（サヴィス・ナーヴ）

### 劇場アニメ
2017年
- 恋するシロクマ（シロクマさん）

2018年
- 宇宙の法—黎明編—（アルファ）
- 機動戦士ガンダムNT（ゾルタン・アッカネン）

2019年
- キミだけにモテたいんだ。（後藤田駿）

2021年
- ARIA The CREPUSCOLO（ゴンドラ男性客）
- 復興応援 政宗ダテニクル 合体版＋（3代当主 伊達義広）
- サイダーのように言葉が湧き上がる（タフボーイ）
- 僕のヒーローアカデミア THE MOVIE ワールド ヒーローズ ミッション（シデロ）

2023年
- グリッドマン ユニバース（山中暦）

### OVA
2016年
- 赤髪の白雪姫（ミツヒデ） - コミックス第15巻オリジナルアニメDVD付き限定版
- 「英雄」解体（山田烏鷺）
- 終わりのセラフ（帝鬼軍兵） - コミックス第11巻OVA付き限定版
- TRICKSTER -江戸川乱歩「少年探偵団」より- OVA EPISODE 00（井上了）

2017年
- 美男高校地球防衛部LOVE!LOVE!LOVE!（由布院煙）

2018年
- スタミュ in ハロウィン（北原廉）

2019年
- 銀河英雄伝説 Die Neue These 星乱（ジークフリード・キルヒアイス）
- フラグタイム

2020年
- ゴブリンスレイヤー -GOBLIN'S CROWN-（ゴブリンスレイヤー）

### Webアニメ
2016年
- 宇宙ネコ マードック（働き蟻）
- SHADOW OF LAFFANDOR ラファンドール国物語（アイソル・ナザド）
- ホイッスル!（ボイスリメイク版）（天城燎一）
- 政宗ダテニクル（3代当主伊達義広）
- メガトン級ムサシ パイロットフィルム（グリファース）

2017年
- 夢王国と眠れる100人の王子様 ショート（ザント）
- カラダ探し（杉本健司）

2018年
- ソードガイ The Animation（一条晴也）

2019年
- ゾルタン様の3分でわかる宇宙世紀！（ゾルタン・アッカネン）
- ゼノンザード THE ANIMATION（アッシュ・クロード）

2021年
- 一日にして成らず（千葉凌太）
- 天空侵犯（スナイパー仮面）
- ヘタリア World★Stars（ポルトガル）

2022年
- テイルズ オブ ルミナリア The Fateful Crossroad（アウグスト・ヴァレンシュタイン）
- ぷち！東京ミュウミュウ にゅ〜♡（2022年 - 2023年、パイ）
- 悪役令嬢なのでラスボスを飼ってみました ミニ（クロード・ジャンヌ・エルメイア）
- ロマンティック・キラー（香月司）

2023年
- ぼくのデーモン（Yuga Uraga）

### ゲーム
2014年
- アイドリズム（春名一斗）
- 戦場のウエディング
- 天空のクラフトフリート（ダミアン、ハウネス、リール）
- 魔女のニーナとツチクレの戦士

2015年
- I DOLL U（ピーター）
- アイ★チュウ（リュカ）
- アイドルマスター SideM（2015年 - 2023年、鷹城恭二）
- あんさんぶるスターズ!（2015年 - 2024年、蓮巳敬人） -3作品
- イケメン戦国◆時をかける恋（武田信玄）
- オルタンシア・サーガ -蒼の騎士団-（デフロット・ダノワ）
- 終わりのセラフ 運命の始まり（レーネ・シム）
- ガーディアンズ・ヴァイオレーション（ヘリオス・バルト）
- 学園CLUB〜放課後のヒミツ〜（上木蓮司）
- 恋せよ王子様（シエル）
- 刻のイシュリア（ゴエモン）
- 栽培少年（シルバ）
- サウザンドメモリーズ（イーライ、磷影流的忍者カスミマル）
- 三国志パズル大戦（戯志才）
- 白猫プロジェクト（リアム・マクラレン）
- 星界神話 -ASTRAL TALE-（男性キャラクター）
- DAME×PRINCE（ヴィーノ）
- バンドやろうぜ!（小金井進）
- 美男高校地球防衛部LOVE! GAME!（由布院煙）
- BELIEVER!（伊波遊）
- 夢王国と眠れる100人の王子様（ザント、ヒノト）
- ロイヤルフラッシュヒーローズ（ヘクター・サザランド）
- LORD of VERMILION ARENA（瑠璃）

2016年
- イケメン幕末◆運命の恋〜華の都と恋の乱〜（坂本龍馬）
- 一血卍傑-ONLINE-（タケミカヅチ）
- 円環のパンデミカcode-S-（孤門セイト）
- エンドライド-X fragments-（グランロディ）
- オオカミ姫（創世神テスカトリポカ、瞬く戦機グディラ、炎帝・朱雀 ）
- Caligula -カリギュラ-（峯沢維弦）
- ぐるぐる召喚マジカルギア（シスイ）
- ザクセスヘブン リベリオン（主人公）
- 消滅都市2（アキト）
- シノビナイトメア（バショウ）
- スクール・オブ・セイヴァーズ 〜聖剣使いの禁呪詠唱 ONLINE〜（藤原丈）
- スタンドマイヒーローズ（宮瀬豪）
- 征戦!エクスカリバー（マルス、ファウスト）
- 天穹のアルクルス（ソール・ランクス）
- DYNAMIC CHORD feat.apple-polisher（黒沢忍）
- ダンジョンストライカーG（ウォーリア、ハザディン、シャティロン、ベルグトル、フレーキー）
- 囚われのパルマ（ハルト）
- VIIDOG CODE -ヴィドッグ・コード-（未追四季）
- ピリオドキューブ 〜鳥籠のアマデウス〜（ディメント）
- 枕男子〜甘い夢のつづき〜（永守・T・隆士）
- マジきゅんっ!ルネッサンス（一条寺帝歌）
- 豆しば大作戦 （緑枝男）
- ミラクルニキ（ロイス）
- 輪華ネーション（フランツ・リスト）
- LORD of VERMILION Re:3（瑠璃）
- ワールドチェイン（主人公、牛若丸）
- ワールドクロスサーガ -時と少女と鏡の扉-（幼き神獣カンフータイガー、ジョット）

2017年
- キングダム ハーツ HD 2.8 ファイナル チャプター プロローグ（イラ）
- 花朧 〜戦国伝乱奇〜（羽柴秀吉）
- ファイアーエムブレム ヒーローズ（ルーク、レイヴァン）
- ドSに恋して 〜スイートルームで秘密の支配〜（九重直樹）
- 神撃のバハムート（シャリオス17世）
- ブラックローズサスペクツ（バード）
- 茜さすセカイでキミと詠う（小野妹子）
- ツキノパラダイス。（ダイ / 村瀬大）
- アルスラーン戦記 戦士の資格（ロスタム）
- 戦刻ナイトブラッド（伊達政宗）
- 白と黒のアリス（レイン）
- キャプテン翼 〜たたかえドリームチーム〜（ジョルジ）
- クイズRPG 魔法使いと黒猫のウィズ（トウマ・アマノ、ヴィレス・ニュナン、ナラシンハ）
- 君と霧のラビリンス（菱川穂高）
- 冒険ディグディグ2
- ディアマジ -魔法少年-（夢幻堂ニキ）
- アイドルマスター SideM LIVE ON ST@GE!（2017年 - 2020年、鷹城恭二）
- ブレイブリーオブリビオン（ルシフェル）
- 無人戦争2099（古宇田一茶）
- センシル 〜ファンタジー着せ替えバトル〜（桜葉詩音）
- 学園CLUB〜ヒミツのナイトクラブ〜（上木蓮司）
- グランブルーファンタジー（2017年 - 2024年、ウォルフ、シャリオス17世）

2018年
- サーヴァント オブ スローンズ（フィート）
- クイズマジックアカデミー ロストファンタリウム（謎の黒魔道士）
- イケメン戦国◆時をかける恋 新たなる出逢い（武田信玄）
- ダッシュ！（ルーカス）
- Caligula Overdose -カリギュラ オーバードーズ-（峯沢維弦）
- ORDINAL STRATA -オーディナル ストラータ-（ラインハルト）
- DYNAMIC CHORD feat.apple-polisher V edition（黒沢忍）
- OCTOPATH TRAVELER（サイラス・オルブライト）
- Tlicolity Eyes Vol.2（望月ヨウスケ）
- 夜明けのベルカント（アストリア・ブラギウム）
- ブラッククローバー カルテットナイツ（マルス）
- キャプテン翼ZERO 〜決めろ！ミラクルシュート〜（若島津健）
- あやかし恋廻り（銀之丞）
- 白と黒のアリス -Twilight line-（レイン）
- 夢間集（セイカ）
- 明治東亰恋伽〜ハヰカラデヱト〜（尾崎紅葉）
- 甲鉄城のカバネリ -乱- 始まる軌跡（千尋）
- グランドサマナーズ（ヴォックス）

2019年
- キングダム ハーツIII（イラ）
- ドラガリアロスト（プロメテウス）
- ゼノンザード（アッシュ・クロード）
- 快感♥フレーズ CLIMAX -NEXT GENERATION-（ノア・ウォーカー）
- 白き鋼鉄のX THE OUT OF GUNVOLT（ダイナイン）
- 幻奏喫茶アンシャンテ（カヌス・エスパーダ）
- THE KING OF FIGHTERS '98 ULTIMATE MATCH Online（ゴブリンスレイヤー）
- WAR OF THE VISIONS ファイナルファンタジー ブレイブエクスヴィアス 幻影戦争（シュテル・リオニス）
- SDガンダム GGENERATION（2019年 - 2025年、ユージン・セブンスターク） - 2作品
- 新サクラ大戦（ヤン・シャオロン）

2020年
- 幻想マネージュ（セルジュ）
- デジモンリアライズ（ハックモン）
- ディズニー ツイステッドワンダーランド（レオナ・キングスカラー）
- ポケモンマスターズ / EX（2020年 - 2021年、コクラン）
- キャプテン翼 RISE OF NEW CHAMPIONS（若島津健）
- 機動戦士ガンダム エクストリームバーサス2（2020年 - 2025年、ゾルタン・アッカネン） - 4作品
- MASS FOR THE DEAD（竜宮院聖哉）
- ビルシャナ戦姫 〜源平飛花夢想〜（武蔵坊弁慶）
- クリミナルガールズX（主人公）
- ワールドフリッパー（エデュケウス）
- シャドウバース チャンピオンズバトル（霧山シロウ）
- 刀剣乱舞 ONLINE（2020年 - 2024年、大千鳥十文字槍）

2021年
- 幕末維新 天翔ける恋（大久保利通）
- ロンドン迷宮譚（グロブリー）
- オルタンシア・サーガR（デフロット・ダノワ）
- ジャックジャンヌ（江西録朗）
- OCTOPATH TRAVELER 大陸の覇者（サイラス）
- モンスターハンターライズ（カゲロウ）
- ネコぱら- Catboys Paradise（セージ）
- 英雄伝説 黎の軌跡（カシム・アルファイド）
- コードギアス Genesic Re;CODE（土方トシゾォ）
- アイドルマスター SideM GROWING STARS（2021年 - 2023年、鷹城恭二）
- Deep Insanity ASYLUM（ウー・イノミネタス）
- スーパーロボット大戦30（ゾルタン・アッカネン）
- ラグナドール 妖しき皇帝と終焉の夜叉姫（銀狐）
- ドラゴンクエストX 天星の英雄たち オンライン（ハクオウ）
- ウインドボーイズ！（花城芹弥）
- アイドルマスター ポップリンクス（鷹城恭二）
- タロット男子 〜22人の見習い占い師〜（アイン・バフォメット）

2022年
- センチメンタルフォトグラフィ（西条護）
- 乙女ゲームの破滅フラグしかない悪役令嬢に転生してしまった… 〜波乱を呼ぶ海賊〜（アルベルト）
- 夢職人と忘れじの黒い妖精（クーヘン）
- ラディアンテイル（パスハリア）
- 聖剣伝説 ECHOES of MANA（瑠璃）
- モンスターストライク（2022年 - 2023年、ウェザー・リポート）
- 信長の野望・新生（伊達政宗）
- 原神（アルハイゼン）
- SDガンダム バトルアライアンス（ユージン・セブンスターク、ゾルタン・アッカネン）
- ジョジョの奇妙な冒険 オールスターバトルR（ウェザー・リポート）
- ジョジョの奇妙な冒険 ラストサバイバー（ウェザー・リポート）
- 英雄伝説 黎の軌跡 II -CRIMSON SiN-（カシム・アルファイド）
- 機動戦士ガンダム 鉄血のオルフェンズG（ユージン・セブンスターク）
- 滄海天記（レイジ）
- パズル&ドラゴンズ（ウェザー・リポート）
- ゴブリンスレイヤー エンドレスハンティング（ゴブリンスレイヤー）

2023年
- 機動戦士ガンダム U.C. ENGAGE（2023年 - 2024年、ゾルタン・アッカネン）
- 超探偵事件簿 レインコード（ヴィヴィア トワイライト）
- タワーオブスカイ（アンカー）
- デュエル・マスターズ プレイス（修羅丸、「戦慄」の頂 ベートーベン、「修羅」の頂 VAN・ベートーベン、希望の絆 鬼修羅）
- ブラウンダスト（ゴロー）
- 一騎当千 エクストラバースト（ゴブリンスレイヤー）
- ミステリーレコード（シヨウ）
- 信長の野望 出陣（小早川隆景、伊達政宗、北条氏照）
- ラディアンテイル 〜ファンファーレ！〜（パスハリア）
- ファイナルファンタジーVII エバークライシス（セフィロス〈少年時代〉）
- Fate/Grand Order（2023年 - 2025年、武田信玄〈武田晴信〉 他）
- チェインクロニクル（ゴブリンスレイヤー）

2024年
- ペルソナ3 リロード（早瀬護）
- ゴブリンスレイヤー -ANOTHER ADVENTURER- NIGHTMARE FEAST（ゴブリンスレイヤー）
- リバース:1999（エニグマ）
- 廻らぬ星のステラリウム（カシム）
- ミストニアの翅望 -The Lost Delight-（アルフレッド＝クレスウェル）
- REYNATIS/レナティス（土合正義）
- 転生したらスライムだった件 テンペストストーリーズ（ゼギオン）
- HIGH CARD -Color of the Pair-（ヴィジャイ・クマール・シン）
- リバースブルー×リバースエンド（スリー）
- 悪魔執事と黒い猫（シロ）
- 銀河英雄伝説 Die Neue Saga（ジークフリード・キルヒアイス）
- Honey Vibes（アルヴィン）
- カルドアンシェル（ダイナイン）
- ロマンシング サガ2 リベンジオブザセブン（最終皇帝）

2025年
- ブラウンダスト2（ゴブリンスレイヤー）
- スーパーロボット大戦Y（山中暦）
- 冬園サクリファイス（レジス・ド・ルペルティエ）
- 魔女と亡霊のヴォロンテ（エマニュエル・ド・ボーモン）

### ドラマCD
- THE IDOLM@STER SideM ST@RTING LINE 03 Beit、04 High×Joker（鷹城恭二）
- 赤髪の白雪姫（ミツヒデ[339]）※LaLa2016年3月号付属CD
- ACTORS シリーズ（霧山）
  - ACTORS - Extra Edition 4 -feat.羚、駆、士狼
  - EXIT TUNES PRESENTS ACTORS2、6[340]
- 悪役令嬢は隣国の王太子に溺愛される（アクアスティード[341]） ※コミックス第7巻ドラマCD付き限定版に同梱
- 『イケメン戦国◆時をかける恋』キャラクターソング&ドラマCD 第三弾（武田信玄)
- 五ツ星プリンス（篠田陽一郎[342]）
- 嘘つきボーイフレンド（ペリー） ※コミックス第3巻限定版に同梱
- S+h＆Frep シャッフルドラマCD アイドルの1日を追え!1-3（長谷川創多[343]）
- 王家の紋章（ウナス[344]）※コミックス第62巻限定特装版に同梱
- 穏やか貴族の休暇のすすめ。（ジル）
- オレん家のフロ事情（若狭） - コミックス第6巻限定版に同梱
- 学園キノ（2020年、静 / シズ / サモエド仮面） - 『キノの旅 -the Beautiful World- the Animated Series』BD BOX特典CD[345]
- GANGSTA. - コミックス第6巻限定版に同梱
- KISSｘKISS collection vol.38「ご褒美キス」（高星忍）
- 「機動戦士ガンダム 鉄血のオルフェンズ」EPISODE DRAMA（ユージン・セブンスターク[346]）
- 『キノの旅 the Beautiful World』ドラマCD「祝福のつもり」-How Much Do I Pay For?- （シズ）
- 君色ストーリアSeason2〜恋するサッカー部〜（片桐要）
- 恋色始標（時津要[347]）
- 恋するシロクマ シリーズ（シロクマさん）
  - 恋するシロクマ「僕が君を守るよ」（シロクマさん[348]、ケニー）※コミックス第3巻特装版に同梱
  - 恋するシロクマ「ふぶきのよる」※『月刊コミックジーン』2017年4月号付録
- コノ恋落チルベカラズ TRAP.2 篠塚灯夜（篠塚灯夜）
- ゴブリンスレイヤードラマCD シリーズ（ゴブリンスレイヤー[349]）※小説第4・6・7・8・10・12・14巻ドラマCD付き限定特装版、Blu-ray&DVD第2巻初回生産限定版、新作エピソード来場者特典
- 真の仲間じゃないと勇者のパーティーを追い出されたので、辺境でスローライフすることにしました（レッド[350]）※ラノベ第5巻特装版に同梱
- スタミュ ドラマCD「Third STAGE」（北原廉）
- 聖闘士星矢 セインティア翔（アイオリア、アイオロス[351]）※『チャンピオンRED』12月号特別付録
- 全力少年達のおうた & とりあいCD 1年生ユニット タイガ&トア（桜庭トア[352]）
- 全力少年達のおうたCD ベストタイム♪ 1年ユニットver（桜庭トア）
- 葬除屋XRAID（雅[353]）
- SQ シリーズ（村瀬大）
  - 「SolidS」vol.1 - 4[354][355][356][357]
  - SolidS ドラマ1-6巻[358]
- DYNAMIC CHORD シリーズ（黒沢忍）
  - DYNAMIC CHORD documentaryCD feat.apple-polisher
  - DYNAMIC CHORD vocalCDシリーズvol.4 apple-polisher
  - DYNAMIC CHORD love U kiss series vol.13 〜Kuro〜[359]
  - DYNAMIC CHORD shuffleCDシリーズ2nd vol.2 緋ノ耶魔隊
  - DYNAMIC CHORD Vacation Trip CD series apple-polisher
- 宅配彼氏「年下の彼・能代ヤマト」（能代ヤマト）※アニメイトオンラインショップ限定特典
- ちるらん新撰組鎮魂歌 ドラマCD第1、2弾（新倉新八）
- ティアムーン帝国物語 〜断頭台から始まる、姫の転生逆転ストーリー〜（ルードヴィッヒ・ヒューイット[360]）
- DIG-ROCK シリーズ（小野里詩音）
- ディメンタルマン ロイドのカルテ（トキオ·ロイド[361]）
- 七人の妖（狗天[362]）
- FlyME project「MEDICODE」（蝉丸）
- BRIDE of PRINCE 第二巻 （ジュリオ[363]）
- 春待つ僕ら（若宮恭介）※コミックス第7巻ドラマCDつき特装版、デザート7月号付録ドラマCD[364]
- バンドやろうぜ! シリーズ（小金井進）
  - バンドやろうぜ! OSIRIS「Voice」
  - バンドやろうぜ! デュエル・ギグ! vol.1 -OSIRIS EDITION-
- ふしぎの国の有栖川さん（野宮宗介）※ 別冊マーガレット6月特大号付録ドラマCD
- 星空ホールへおいでよ♪1、2巻（麗音）
- 望むべくもない（友人A）
- 魔技科の剣士と召喚魔王（ロキ）
- 枕男子 リア充男子と天文男子（永守・T・隆士）
- Magic-Kyun!SHOW-TIME!!CD『6人の王子と眠り姫』（一条寺帝歌[365]）
- 真夜中アイドル！モザチュン CD『モザイク・スターズ』（マネージャー青山）
- 余命彼氏　-紡ぎ出す季節-　vol.5（稜）
- 被虐のノエルSEASON 0 〜叛逆〜（2019年、カロン）
- ミリオンドール 第6巻付属ドラマCD「ミリオンドールnextbeat」（2020年、リュウサン）

### BLCD
- 愛の蜜に酔え!（寮生）
- 望むべくもない（友人A）

### オーディオドラマ
2010年代
- 君色ストーリア（2015年、片桐要）
- らじどらッ!〜夜のドラマハウス〜 4月の君、スピカ。（2016年、大高深月）
- シンクロ・ニティ（2016年、真田レイジ)
- カラダ探し（2016年、杉本健司）
- 三分間の神様（2016年、僕）
- アサシンズプライド（2017年、クーファ＝ヴァンピール）
- 追伸 ソラゴトに微笑んだ君へ（2017年、篠山マサキ）
- 溺愛ボイスドラマ×ベリーズ男子「秘書室室長がグイグイ迫ってきます！」（2018年、高畑伊吹）
- 悪役令嬢は隣国の王太子に溺愛される（2019年 - 2021年、アクアスティード）

2020年代
- スパイ教室（2020年、クラウス）
- SSSS.DYNAZENON ボイスドラマ（2021年、山中暦）
- イケメンボイスフェア2022 恋ヶ窪くんにはじめてを奪われました（2022年、恋ヶ窪亜蓮）
- イケメンボイスフェア2022 ひかえめに言っても、これは愛（2022年、大平禅）
- 最強陰陽師の異世界転生記 ボイスドラマ（2023年、玖峨晴嘉）
- アイドルマスター SideM「315 PASSION CONTENTS」（2024年、鷹城恭二） - 5作品

### デジタルコミック
- ENSOKU STORE 勝利の女神だって野球したい!（2014年 - 2015年、鶴橋）
- VOMIC 僕のヒーローアカデミア（2015年、爆豪勝己[370]）
- 4月の君、スピカ。（2016年、大高深月） - Sho-Comi 2016年10号付録DVD
- dTV 花にけだもの（2016年、和泉千隼[371]）
- アニコミ きみにあいを!（2019年、夏野夕理）[372]
- 親友王子と腰巾着〜推しの王子に求婚されて困ってます〜（2021年、ヴィンセント[373]）
- 今、恋をしています。（2021年、柳生一馬） - 単行本第4巻購入特典URLページ、別冊マーガレット2021年7月付録URLカード[374]
- ニッターズハイ!（2021年、蓮[375]）
- うろんミラージュ（2022年、草間狭霧[376]）
- 悪ラス ボイスコミック（2022年、クロード・ジャンヌ・エルメイア）
- なつめとなつめ（2022年、不知火棗[377]）
- 悪役令嬢の追放後! 教会改革ごはんで悠々シスター暮らし（2022年、レオニード[378]）
- 身代わり婚約者なのに、銀狼陛下がどうしても離してくれません!（2023年、ギルハルト[379]）
- 虎王の花嫁さん（2023年、彩虎[380]）
- 透明男と人間女〜そのうち夫婦になるふたり〜（2023年、透乃眼あきら[381]）
- 星降る王国のニナ（2023年、アズール[382]）
- 婚約者は溺愛のふり（2024年、ファハド[383]）
- 即退場したい脇役なのに、寝取ってしまった王子様が逃がしてくれません（2024年、オスカー・レヴァイン[384]）
- アサシン&シンデレラ（2024年、緒臣[385]）

### 吹き替え

#### 映画
- キングスマン
- グースバンプス モンスターと秘密の書（ザック・クーパー〈ディラン・ミネット〉）
- ザ・ウォーク（ジェフ〈セザール・ドンボワ〉）
- スパイラル:ソウ オールリセット（ウィリアム・シェンク〈マックス・ミンゲラ〉[386]）
- 僕のワンダフル・ライフ（10代のイーサン〈KJ・アパ〉[387]）

#### ドラマ
- シェキラ!（2014年、モンロー）
- 私の残念な彼氏（2015年）
- スーパーナチュラル シーズン11 #12（2016年）
- 英国クライムサスペンス「埋もれる殺意」〜26年の沈黙〜（2017年、タイラー）
- スクール・オブ・ロック（2018年、フレディ[31]）
- シリコンバレー狂騒曲（2019年、マーク・アンドリーセン）
- サイコだけど大丈夫 #8（2020年）
- D.P. -脱走兵追跡官-（2021年、チョ・ソッポン）
- わかっていても（2021年、ヤン・ドヒョク）
- DMZ ニューヨーク非武装地帯（2022年、スケル / クリスチャン〈フレディ・ミジャレス〉[388]）
- 損するのは嫌だから（朝鮮語版）（2024年、キム・ジウク）[389]

#### アニメ
- ラブ、デス&ロボット #12（2019年、若い男）
- ブレイベスト・ウォリアーズ（2019年、ダニー[390]）
- ミラキュラス レディバグ&シャノワール（2019年 - 2021年、ルカ・クーフェン[391]） - 2シリーズ[一覧 29]
- クズ悪役の自己救済システム（2023年、柳清歌[392]）
- トランスフォーマー アーススパーク（2024年、ブレークダウン[393]）
- 百妖譜（2024年、若麟）
- RINGING FATE（2025年、サブロー[394]）

### ラジオ
※はインターネット配信。
- 終わりのラジオ（2015年 - 2016年、音泉※）[395]
- 宏太朗と裕一郎 ひょろっと男子[396]（2015年 - 2022、文化放送・超!A&G+※）
- ガッチャマンクラウズRadio〜インサイト〜（2015年、超!A&G+※）[397]
- 月刊 新・男前通信6月号〜月刊・梅原裕一郎（2016年、文化放送モバイルplus）
- 梅原裕一郎の筋肉に響くクラシック放送局（2018年、マンガPark※）
- TVアニメ『多田くんは恋をしない』多田珈琲店でほっとひと息（2018年、音泉※）[398]
- 銀河英雄伝説 Die Neue These ラジオを聴いておいでですか?（2018年、音泉※）
- アイドルマスター SideM ラジオ 315プロNight!（2019年、ニコニコ生放送※）
- アクダマドライブカウントダウンラヂオ（2020年、音泉※）[399]
- アクダマラヂオ（2020年、音泉※）[400]
- 梅原裕一郎 Saturday Machiavellism night（2022年）[401]

### ラジオCD
- DJCD  終わりのラジオ  Vol.1（アシスタント）
- DJCD  鉄華団放送局  Vol.1、2、10
- DJCD 多田珈琲店でほっとひと息（パーソナリティ）

### CM・PV
- 豆しば学園（緑枝男）[402]
- 今後のオトメイトタイトル展開のお知らせ〜Vol.2 鳴海ノア 編[403]
- ビーズログ文庫アリス「ようこそ黒椿屋へ!」CM
- 角川文庫「LV999の村人」CM
- KADOKAWAエンターブレイン単行本「異世界転生に感謝を」CM
- 『僕のワンダフル・ライフ』15秒TVスポットCM（ゼウス編）
- ビッグガンガンコミクス「ゴブリンスレイヤー」3巻CM
- カドカワBOOKS「鍛冶屋ではじめる異世界スローライフ」CM
- 「ふしぎの国の有栖川さん」2巻発売特製PV
- 「熱愛プリンス お兄ちゃんはキミが好き」PV（梓）
- 残念男子。 PV（東秀一[404]）
- DOG END　PV（羽鳥希一郎[405]）
- ディズニー ツイステッドワンダーランド CM（2020年[406]）
- スパイ教室 PV（2020年、クラウス）[407]
- アースノーマット CM（2021年[408]）
- 「今度は殺されたくないアザラシさん」第1巻発売記念PV（2021年、星天虎[409]）
- ジョージア ジャパンクラフトマン CM（2021年[410]）
- 森永「BLEMY」CM（2022年[411]）
- 「ド田舎の迫害令嬢は王都のエリート騎士に溺愛される」PV（2022年、ロイド[412]）
- 富士見L文庫「龍に恋う」CM（2023年、古瀬銀市[413]）
- GCN文庫「魔女と傭兵」PV（2024年、ジグ＝クレイン[414]）
- ツレ猫 マルルとハチ にゃんにゃんPV（2024年、ハチ、日野）[415]

### ナレーション
- WOWOWプロモーション映像「生中継!森山直太朗 15thアニバーサリーツアー『絶対、大丈夫』」（2017年7月14日）
- WOWOW人気声優が読む♪WOWOWイチオシ番組宣伝（2017年10月1日）[416]
- 星の王子さまミュージアム「ロマンティック・スターリー・ナイト」（2017年11月3日 - 2018年1月8日）
- ここからはじまる物語。（2017年11月4日、毎日放送）[417]
- コニカミノルタプラネタリウム"天空"リニューアル記念作品『フランス 星めぐりの空で』（2017年11月22日 - 2018年夏）[418]
- 鳥海浩輔・前野智昭の大人のトリセツ（2018年4月 - 9月、TOKYO MX）
- ズームイン!!サタデー特別版 ズムサタプレゼンツ!きっと誰かに話したくなる意外な"へぇ〜"満載「春のアニー祭り」（2018年4月14日、日本テレビ）
- あにレコTV（2019年3月4日 - 、テレビ東京）
- news every.「視聴者カメラ every one」（2019年3月21日 - 、日本テレビ）
- かぐや姫と7人の王子たち（2019年6月 - 、ameba）

### テレビ番組
※はインターネット配信。
- オトメイトチャンネル（2014年 - 2017年、ニコニコ生放送※）アシスタント[419]
- 美男高校地球防衛部LOVE!ニコ生!〜バトルナマァーズ〜（2014年 - 2017年、ニコニコ生放送※）
- 声優男子ですが…?（2015年 - 2017年、ファミリー劇場）[420] - 3シーズン
- ヤング ハート・ジャック（2015年 - 2016年、YouTube※）
- 多数決ドラマ「キノの旅 -the Beautiful World- 廃墟の国」（2016年、ニコニコ生放送※）シズ 役[421]
- ツキプロch.（2016年、TOKYO MX）[422] - 2シーズン

### 映像商品
- アイドルマスター SideM シリーズ
  - THE IDOLM@STER SideM 1st STAGE 〜ST@RTING!〜（2016年）
  - THE IDOLM@STER SideM 2nd STAGE 〜ORIGIN@L STARS〜（2017年）
  - THE IDOLM@STER SideM GREETING TOUR 2017 〜BEYOND THE DREAM〜（2018年）
  - THE IDOLM@STER SideM 3rdLIVE TOUR 〜GLORIOUS ST@GE!〜 （Side MAKUHARI）（2018年）
  - THE IDOLM@STER SideM 4th STAGE 〜TRE@SURE GATE〜（2019年）
  - THE IDOLM@STER SideM 7th STAGE 〜GROW & GLOW〜 SUNLIGHT SIGN@L（2023年）
- 江口拓也の俺たちだってもっと癒されたい!1
- 江口拓也の俺たちだってもっと癒されたい!特別編 〜金沢の旅〜（ナレーション）
- 斉藤壮馬の和心を君に 1・2
- 『声優男子ですが…? シーズン2』Vol.1 - 3
- ツキプロライブ2016in中野
- ツキプロch. Vol.1 - 4
- ツキプロch. シーズン2 Vol.2 - 4
- ツキプロ祭・冬の陣 夜の部： そりくべ祭り
- イベント S.Q.P. -SQ PARTY 2017 SUMMER-
- リアル宝探し 〜風魔からの挑戦〜 in 小田原
- 人狼バトル〜人狼VS魔法使い〜
- 人狼バトル lies and the truth 2019 FEBRUARY〜人狼VS海賊〜
- 美男高校地球防衛部LOVE!LIVE!
- 美男高校地球防衛部LOVE!LOVE!ALL STAR!
- Magic-kyun! First Live 星ノ森サマーフェスタ2017

### 舞台
- 朗読×劇「ほしのこえ」（2015年4月24日・25日）主演 寺尾昇 役
- 朗読劇「こゝろ」（2017年2月16日）K 役
- 朗読劇×オーケストラ「星の王子さま」（2017年7月9日）きつね 役
- 音楽朗読劇『Homunculus〜ホムンクルス〜』（2017年12月9日・10日）ユリウス 役[423]）
- 朗読劇「私の頭の中の消しゴム 10th Letter」（2018年4月28日）
- 音楽朗読劇『Chevre Note〜シェーヴルノート〜 Story from Jeanne d'Arc』（2019年1月12日・13日）ラ・イル 役 https://readinghigh.com/chevrenote/
- 音楽朗読劇「THANATOS〜タナトス〜」（2020年8月1日・2日、配信のみ）主演 エドムント・アインハルト 役[424]
- 朗読劇　恋を読む inクリエ『逃げるは恥だが役に立つ』（2021年8月13日、シアタークリエ)  風見涼太 役[425]
- コメディ朗読劇CONTELLING「親の奢りで」（2022年3月13日、舞浜アンフィシアター）[426]
- コメディ朗読劇CONTELLING「親の奢りで～2024春～」（2024年3月30日、梅田芸術劇場シアタードラマシティ）[427]
- コメディ朗読劇CONTELLING『おとといの話』（2025年3月30日、ニッショーホール）[428]
- 音楽朗読劇「ROAD to AVALON」（2024年5月11日・12日、東京ガーデンシアター）ガレス 役[429]

### その他コンテンツ
- 大正製薬 花粉ラクチン クラリチン 今日のラクチンボイス（ユウイチン）
- アプリ『シチュカレ』甘×甘カレシ（2015年、暁人[430]）
- 特別展 『恐竜博2016』（2016年3月8日-6月12日、国立科学博物館） - ジュニア版音声ガイド
- 特別展『ボストン美術館 パリジェンヌ展 時代を映す女性たち』（2017年6月10日-2017年10月15日、名古屋ボストン美術館） - 音声ガイド
- 特別展 『印象派からその先へ―世界に誇る吉野石膏コレクション』（2019年4月9日-5月26日、名古屋市美術館） -音声ガイド
- LINEスタンプ「ねこ男子ニャンキーハイスクール」（江木将人）
- LINEスタンプ「恋するシロクマ」（シロクマさん）
- 『ハプスブルク展』（2019年10月19日-2020年1月26日、国立西洋美術館） - 音声ガイド
- アポロンさんは神すぎる（2021年、ヘルメス[431]）
- 金曜ロードSHOW! 副音声解説（アイパートナー）担当。
- 色彩検定協会「教えて!色彩先生」シリーズ（2022年 - 2024年、緑之助[432][433][434]）
- 巡回展覧会『生誕100年 山下清展ー百年目の大回想』(2023年) - 音声ガイド
- ボイレピ♪ 朝ごはん 書籍化記念#2 梅原裕一郎さんの声で作る「インドネシアのナシゴレン」（2024年）[435]
- 愛天使世紀ウェディングアップル（2025年、ビーモン〈大門トウヤ〉[436]）

## ディスコグラフィ

### キャラクターソング
| 発売日   | 商品名                                                                                           | 歌 | 楽曲                                                                      | 備考 |
| 2015年   | 2015年                                                                                           | 2015年 | 2015年                                                                    | 2015年 |
| -------- | ------------------------------------------------------------------------------------------------ | --- | ------------------------------------------------------------------------- | --- |
| 1月21日  | 絶対無敵☆Fallin'LOVE☆                                                                            | 地球防衛部 | 「絶対無敵☆Fallin'LOVE☆」                                                 | テレビアニメ『美男高校地球防衛部LOVE!』オープニングテーマ                                                    |
| 1月21日  | 絶対無敵☆Fallin'LOVE☆                                                                            | 地球防衛部 | 「Just going now!!」                                                      | テレビアニメ『美男高校地球防衛部LOVE!』関連曲                                                                |
| 2月18日  | 『美男高校地球防衛部LOVE!』バトルラヴァーズSONGS〜LOVE Shower!〜                                 | 由布院煙（梅原裕一郎） | 「俺は究極怠慢主義者!!」                                                  | テレビアニメ『美男高校地球防衛部LOVE!』関連曲                                                                |
| 3月13日  | SolidS vol.1                                                                                     | SolidS | 「S.N.P」 「Labyrinth」 「Exit Of Days」                                  | キャラクターCD『SQ』関連曲                                                                                   |
| 4月15日  | 『美男高校地球防衛部LOVE!』 BD・DVD 第2巻 きゃにめ.jp限定版仕様                                  | 由布院煙（梅原裕一郎） | 「絶対無敵☆Fallin' LOVE☆」                                                | テレビアニメ『美男高校地球防衛部LOVE!』関連曲                                                                |
| 4月29日  | 『美男高校地球防衛部LOVE!』地球防衛部 DUET SONGS 〜LOVE Making!〜                                | 由布院煙（梅原裕一郎）、鬼怒川熱史（西山宏太朗） | 「凪いだ風の交差点」                                                      | テレビアニメ『美男高校地球防衛部LOVE!』関連曲                                                                |
| 5月29日  | SolidS Vol.2                                                                                     | SolidS | 「TIGHT/NIGHT」                                                           | キャラクターCD『SQ』関連曲                                                                                   |
| 5月29日  | SolidS Vol.2                                                                                     | 奥井翼（斉藤壮馬）、村瀬大（梅原裕一郎） | 「GRAVE OF LOVERS」                                                       | キャラクターCD『SQ』関連曲                                                                                   |
| 7月22日  | THE IDOLM@STER SideM ST@RTING LINE -03 Beit                                                      | Beit | 「スマイル・エンゲージ」 「想いはETERNITY」 「DRIVE A LIVE」              | ゲーム『アイドルマスター SideM』関連曲                                                                       |
| 7月31日  | SolidS vol.3                                                                                     | SolidS | 「SEXY☆SENSE」                                                            | キャラクターCD『SQ』関連曲                                                                                   |
| 7月31日  | SolidS vol.3                                                                                     | 世良里津花（花江夏樹）、村瀬大（梅原裕一郎） | 「Shall We Dance?」                                                       | キャラクターCD『SQ』関連曲                                                                                   |
| 7月31日  | SolidS vol.3                                                                                     | 村瀬大（梅原裕一郎） | 「人生ハードモード」                                                      | キャラクターCD『SQ』関連曲                                                                                   |
| 8月19日  | 『美男高校地球防衛部LOVE!』Let’s Go!! LOVE Summer♪                                               | 地球防衛部 | 「Let's Go!! LOVE Summer♪」 「LOVE FRIENDS」                              | テレビアニメ『美男高校地球防衛部LOVE!』関連曲                                                                |
| 8月26日  | 全力少年のおうたCD                                                                               | 佐伯タイガ（斉藤壮馬）、桜庭トア（梅原裕一郎） | 「PiNK!!!-How To Catch Me-」 「A＝X＋Y＋Z」                               | ドラマCD『全力少年たちのおうたCD』関連曲                                                                     |
| 10月30日 | 星空ホールへおいでよ♪                                                                            | 麗音（梅原裕一郎） | 「星空メロディ」 「指先からはじまる愛」                                   | ドラマCD『星空ホールへおいでよ♪』関連曲                                                                      |
| 10月30日 | SolidS vol.4                                                                                     | SolidS | 「ロミオ -ROMEO-」 「どうぶつのサガ」 「Midnight Mystery」                | キャラクターCD『SQ』関連曲                                                                                   |
| 11月25日 | あんさんぶるスターズ！ ユニットソングCD Vol.4 紅月                                               | 紅月 | 「百花繚乱、紅月夜」 「花燈の恋文」                                       | ゲーム『あんさんぶるスターズ！』関連曲                                                                       |
| 12月2日  | EXIT TUNES PRESENTS ACTORS4                                                                      | 五本松大（濱野大輝）、霧山一（梅原裕一郎） | 「ジャバヲッキー・ジャバヲッカ」                                          | キャラクターCD『ACTORS』関連曲                                                                               |
| 12月23日 | TVアニメーション「アクエリオンロゴス」O.S.T.2                                                    | 空篠翼人（梅原裕一郎） | 「Carefully〜むくわれない僕の戦い〜」                                     | テレビアニメ『アクエリオンロゴス』関連曲                                                                     |
| 2016年   |                                                                                                  | |                                                                           | |
| 3月16日  | 五ツ星プリンス〜コンプリート・コレクション〜                                                     | 篠田陽一郎（梅原裕一郎） | 「You're my possession」 「HOTEL SHINODAのテーマ」                        | デジタルコミック『五ツ星プリンス』関連曲                                                                     |
| 3月23日  | soleil                                                                                           | I♥B | 「Fly Fly!」 「Dear my precious friend」                                  | ゲーム『アイ★チュウ』関連曲                                                                                  |
| 3月25日  | SolidS ユニットソングシリーズ COLOR [-RED-]                                                      | SolidS | 「CRAZY BABY SHOW」                                                       | キャラクターCD『SQ』関連曲                                                                                   |
| 3月25日  | SolidS ユニットソングシリーズ COLOR [-RED-]                                                      | 篁志季（江口拓也）、村瀬大（梅原裕一郎） | 「Roug:e」                                                                | キャラクターCD『SQ』関連曲                                                                                   |
| 3月30日  | 恋のワンダーランド                                                                               | Frep | 「恋のワンダーランド」                                                    | ゲーム『Frep☆LOVE 〜彼はアイドル〜』関連曲                                                                   |
| 4月15日  | ×DA MEMBER×/Precious Eternity                                                                    | ナレク（石川界人）、ヴィーノ（梅原裕一郎）、リュゼ（斉藤壮馬）、メア（木村良平） | 「×DA MEMBER×」                                                           | ゲーム『DAME×PRINCE』主題歌                                                                                  |
| 5月18日  | キミにマジきゅんっ！                                                                             | 一条寺帝歌（梅原裕一郎）、墨ノ宮葵（KENN）、帯刀凛太郎（小野友樹）、庵條瑠衣（羽多野渉）、土筆もね（蒼井翔太）、響奏音（江口拓也） | 「キミにマジきゅんっ！ 」 「Magical Flower」                              | 『マジきゅんっ！ルネッサンス』関連曲                                                                         |
| 5月25日  | アイドリズム キャラクターCD 〜Radish / LeX〜                                                     | Radish | 「Beauty or the Beast」                                                   | ゲーム『アイドリズム』関連曲                                                                                 |
| 5月25日  | アイドリズム キャラクターCD 〜MySTAR / White†Wind〜                                              | White†Wind | 「Brand New Day」                                                         | ゲーム『アイドリズム』関連曲                                                                                 |
| 5月27日  | SolidS ユニットソングシリーズ COLOR [-BLACK-]                                                    | SolidS | 「Judas」                                                                 | キャラクターCD『SQ』関連曲                                                                                   |
| 7月20日  | 沸点突破☆LOVE IS POWER☆                                                                          | 地球防衛部 | 「沸点突破☆LOVE IS POWER☆」                                               | テレビアニメ『美男高校地球防衛部LOVE!LOVE!』オープニングテーマ                                               |
| 7月20日  | 沸点突破☆LOVE IS POWER☆                                                                          | 地球防衛部 | 「Boys Go Straight」                                                      | テレビアニメ『美男高校地球防衛部LOVE!LOVE!』関連曲                                                           |
| 8月17日  | 『美男高校地球防衛部LOVE!LOVE!』バトルラヴァーズSONGS〜LOVE Fountain!〜                          | 由布院煙（梅原裕一郎） | 「風呂は究極極楽施設!!」                                                  | テレビアニメ『美男高校地球防衛部LOVE!LOVE!』関連曲                                                           |
| 8月17日  | 全力少年のおうたCD 2時間目 1年生ユニット タイガ&トア                                             | 佐伯タイガ（斉藤壮馬）、桜庭トア（梅原裕一郎） | 「ヤングスワロゥ-」 「ギュッと！」                                        | ドラマCD『全力少年たちのおうたCD』関連曲                                                                     |
| 8月26日  | SolidS 花鳥風月 風編                                                                             | 村瀬大（梅原裕一郎） | 「squall-冷たいの衝動-」                                                  | キャラクターCD『SQ』関連曲                                                                                   |
| 8月31日  | THE IDOLM@STER SideM 2nd ANNIVERSARY DISC 02 Beit & S.E.M                                        | Beit、S.E.M | 「エウレカダイアリー」                                                    | ゲーム『アイドルマスター SideM』関連曲                                                                       |
| 8月31日  | THE IDOLM@STER SideM 2nd ANNIVERSARY DISC 02 Beit & S.E.M                                        | Beit | 「Fun! Fun! Festa!」                                                      | ゲーム『アイドルマスター SideM』関連曲                                                                       |
| 9月7日   | 『美男高校地球防衛部LOVE!LOVE!』地球防衛部 DUET SONGS 〜LOVE Attack!〜                           | 由布院煙（梅原裕一郎）、鬼怒川熱史（西山宏太朗） | 「騒がしき輝きし日々」                                                    | テレビアニメ『美男高校地球防衛部LOVE!LOVE!』関連曲                                                           |
| 9月21日  | 全力少年達のおうた ベストタイム♪                                                                 | ユズル（蒼井翔太）、セナ（増田俊樹）、リヒト（山下大輝）、キィ（花江夏樹）、タイガ（斉藤壮馬）、トア（梅原裕一郎） | 「恋うたBravery」 「夢うた CRAZY★DNA」                                    | 『全力少年達のおうた』関連曲                                                                                 |
| 9月30日  | SolidS ユニットソングシリーズ COLOR [-WHITE-]                                                    | SolidS | 「ライア・クライア」 「東京LOVEジャンキー」                               | キャラクターCD『SQ』関連曲                                                                                   |
| 10月19日 | アイ★チュウ creation 07.I♥B                                                                      | I♥B | 「We are I★CHU!」 「深海マーメイド」                                      | ゲーム『アイ★チュウ』関連曲                                                                                  |
| 10月26日 | あんさんぶるスターズ！ ユニットソングCD 2nd Vol.04 紅月                                          | 紅月 | 「想ひ出綴り」 「斬 ー決意ノ刃ー」                                        | ゲーム『あんさんぶるスターズ！』関連曲                                                                       |
| 10月26日 | マジきゅんっ！No.1☆                                                                              | ArtiSTARs | 「マジきゅんっ！No.1☆」                                                   | テレビアニメ『マジきゅんっ！ルネッサンス』オープニングテーマ                                                 |
| 10月26日 | マジきゅんっ！No.1☆                                                                              | ArtiSTARs | 「Give you! Smile♡」                                                      | テレビアニメ『マジきゅんっ！ルネッサンス』関連曲                                                             |
| 10月26日 | Please kiss my heart                                                                             | ArtiSTARs | 「Please kiss my heart」                                                  | テレビアニメ『マジきゅんっ！ルネッサンス』エンディングテーマ                                                 |
| 10月26日 | Please kiss my heart                                                                             | ArtiSTARs | 「誰よりもI love you」                                                    | テレビアニメ『マジきゅんっ！ルネッサンス』関連曲                                                             |
| 11月5日  | 告白TO→CHU                                                                                       | Frep | 「告白TO→CHU」                                                            | ゲーム『Frep☆LOVE 〜彼はアイドル〜』関連曲                                                                   |
| 11月30日 | TVアニメ『マジきゅんっ！ルネッサンス』Solo－Kyun！Songs vol.1 一条寺帝歌                         | 一条寺帝歌（梅原裕一郎） | 「キミという光」 「My Soul in My Song」                                   | テレビアニメ『マジきゅんっ！ルネッサンス』関連曲                                                             |
| 12月21日 | THE IDOLM@STER SideM ORIGIN@L PIECES 02                                                          | 鷹城恭二（梅原裕一郎） | 「Flying Hawk」                                                           | ゲーム『アイドルマスター SideM』関連曲                                                                       |
| 12月21日 | イケメン戦国◆時をかける恋 キャラクターソング&ドラマCD 第三弾                                     | 武田信玄（梅原裕一郎） | 「命の灯」                                                                | ゲーム『イケメン戦国◆時をかける恋』関連曲                                                                    |
| 2017年   |                                                                                                  | |                                                                           | |
| 1月11日  | TVアニメ『マジきゅんっ！ルネッサンス』Original Sound Track Music-kyun♪Memories                   | ArtiSTARs | 「Art Session!!!!!!!」 「Dear my special」                                | テレビアニメ『マジきゅんっ！ルネッサンス』関連曲                                                             |
| 1月11日  | TVアニメ『マジきゅんっ！ルネッサンス』Original Sound Track Music-kyun♪Memories                   | 一条寺帝歌（梅原裕一郎） | 「Walk in the lonely night」                                              | テレビアニメ『マジきゅんっ！ルネッサンス』関連曲                                                             |
| １月27日 | DAME×PRINCE キャラクターCDシリーズ ヴィーノ編                                                    | ヴィーノ（梅原裕一郎） | 「Beautiful flower」                                                      | ゲーム『DAME×PRINCE』関連曲                                                                                  |
| 2月1日   | EXIT TUNES PRESENTS ACTORS6                                                                      | 霧山一（梅原裕一郎） | 「夜もすがら君想ふ」                                                      | キャラクターCD『ACTORS』関連曲                                                                               |
| 2月1日   | Beyond The Dream                                                                                 | 315プロダクション所属アイドル | 「Beyond The Dream」                                                      | ゲーム『アイドルマスター SideM』テーマソング                                                                 |
| 2月1日   | Beyond The Dream                                                                                 | 315プロダクション所属アイドル（インテリ） | 「Beyond The Dream」                                                      | ゲーム『アイドルマスター SideM』テーマソング                                                                 |
| 2月10日  | THE IDOLM@STER SideM 2nd ANNIVERSARY SOLO COLLECTION                                             | 鷹城恭二（梅原裕一郎） | 「Fun! Fun! Festa!」                                                      | ゲーム『アイドルマスター SideM』関連曲                                                                       |
| 2月24日  | SQ ユニットソング「表裏」シリーズ 表SolidS                                                       | SolidS | 「COCORO」                                                                | キャラクターCD『SQ』関連曲                                                                                   |
| ３月15日 | 『マジきゅんっ！ルネッサンス』Magic-kyun!SHOW-TIME!!CD                                           | ArtiSTARs | 「Sleeping Beauty」                                                       | ドラマCD『マジきゅんっ！ルネッサンス』関連曲                                                                 |
| ３月15日 | ACTORS Deluxe Delight Edition                                                                    | 霧山一（梅原裕一郎）、五本松大（濱野大輝） | 「世田谷ナイトサファリ」                                                  | キャラクターCD『ACTORS』関連曲                                                                               |
| 3月22日  | アイ★チュウ 2ndアルバム「glace」                                                                 | I♥B | 「未来ファンタジスタ」 「My destiny」                                     | ゲーム『アイ★チュウ』関連曲                                                                                  |
| 4月26日  | ☆2nd SHOW TIME 4☆星谷×那雪×天花寺×空閑×卯川×虎石&虎石×北原                                       | 虎石和泉（KENN）、北原廉（梅原裕一郎） | 「TERRITORY」                                                             | テレビアニメ『スタミュ』第2期関連曲                                                                          |
| 5月17日  | ☆2nd SHOW TIME 7☆ 空閑×虎石×北原&北原×南條                                                       | 空閑愁（前野智昭）、虎石和泉（KENN）、北原廉（梅原裕一郎） | 「FACE-OFF」                                                              | テレビアニメ『スタミュ』第2期挿入歌                                                                          |
| 5月17日  | お江戸-O・EDO-                                                                                   | カブキブロックス | 「お江戸-O・EDO-」                                                        | テレビアニメ『カブキブ！』エンディングテーマ                                                                 |
| 5月31日  | 5Night Circus                                                                                    | Frep | 「5Night Circus」                                                         | ゲーム『Frep★LOVE 〜彼はアイドル〜』関連曲                                                                   |
| 6月7日   | ☆2nd SHOW TIME 10☆ 星谷×柊×鳳&揚羽×蜂矢×北原×南條                                                | 揚羽陸（島﨑信長）、蜂矢聡（高梨謙吾）、北原廉（梅原裕一郎）、南條聖（武内駿輔） | 「Storytellers」                                                          | テレビアニメ『スタミュ』第2期関連曲                                                                          |
| 6月21日  | ☆2nd SHOW TIME 12☆ team鳳&team柊&揚羽×蜂矢×北原×南條&オールキャスト                              | 揚羽陸（島﨑信長）、蜂矢聡（高梨謙吾）、北原廉（梅原裕一郎）、南條聖（武内駿輔） | 「Gift」                                                                  | テレビアニメ『スタミュ』第2期関連曲                                                                          |
| 6月21日  | ☆2nd SHOW TIME 12☆ team鳳&team柊&揚羽×蜂矢×北原×南條&オールキャスト                              | オールキャスト | 「Gift 〜カーテンコール〜」                                               | テレビアニメ『スタミュ』第2期挿入歌                                                                          |
| 6月21日  | アイ★チュウ 〜シャッフルユニットミニアルバム〜                                                   | 野生児 | 「Do!Do!Journey」                                                         | ゲーム『アイ★チュウ』関連曲                                                                                  |
| 6月30日  | SQ ユニットソング「表裏」シリーズ 裏SolidS                                                       | SolidS | 「KARA DA KARA」                                                          | キャラクターCD『SQ』シリーズ関連曲                                                                           |
| 8月23日  | 永遠未来☆LOVE YOU ALL☆／心と心で                                                                 | 地球防衛部 | 「永遠未来☆LOVE YOU ALL☆」                                                | OVA『美男高校地球防衛部LOVE!LOVE!LOVE!』オープニングテーマ                                                   |
| 8月23日  | 永遠未来☆LOVE YOU ALL☆／心と心で                                                                 | 地球防衛部 | 「心と心で」                                                              | OVA『美男高校地球防衛部LOVE!LOVE!LOVE!』エンディングテーマ                                                   |
| 9月29日  | SQ X Lied vol.4 大&英知                                                                          | 村瀬大（梅原裕一郎） | 「Phantom Drive」                                                         | キャラクターCD『SQ』関連曲                                                                                   |
| 10月4日  | あんさんぶるスターズ！ ユニットソングCD 3rd Vol.06 UNDEAD                                        | デッドマンズ | 「Death Game Holic」                                                      | ゲーム『あんさんぶるスターズ！』関連曲                                                                       |
| 10月6日  | Burny!!!                                                                                         | SolidS | 「Burny!!!」                                                              | テレビアニメ『TSUKIPRO THE ANIMATION』オープニングテーマ                                                     |
| 11月1日  | 月牙ノ刻/天華絶景                                                                                | 織田信長（森川智之）、豊臣秀吉（花江夏樹）、武田信玄（小西克幸）、上杉謙信（鳥海浩輔）、真田幸村（山下大輝）、伊達政宗（梅原裕一郎） | 「月牙ノ刻」                                                              | ゲーム『戦刻ナイトブラッド』オープニングテーマ                                                               |
| 11月1日  | 月牙ノ刻/天華絶景                                                                                | 織田信長（森川智之）、豊臣秀吉（花江夏樹）、武田信玄（小西克幸）、上杉謙信（鳥海浩輔）、真田幸村（山下大輝）、伊達政宗（梅原裕一郎） | 「天華絶景」                                                              | テレビアニメ『戦刻ナイトブラッド』オープニングテーマ                                                         |
| 11月8日  | あんさんぶるスターズ！ ユニットソングCD 3rd Vol.08 紅月                                          | 紅月 | 「剣戟の舞」 「祭夜絵巻」                                                 | ゲーム『あんさんぶるスターズ！』関連曲                                                                       |
| 11月15日 | THE IDOLM@STER SideM ANIMATION PROJECT 01「Reason‼」                                             | 315 STARS（DRAMATIC STARS、Beit、S.E.M、High×Joker、W、Jupiter） | 「Reason‼」                                                               | テレビアニメ『アイドルマスター SideM』オープニングテーマ                                                     |
| 11月15日 | THE IDOLM@STER SideM ANIMATION PROJECT 01「Reason‼」                                             | Beit、High×Joker、W | 「夏時間グラフィティ」                                                    | テレビアニメ『アイドルマスター SideM』挿入歌                                                                 |
| 12月6日  | 伊達軍テーマソングシングルCD「撹乱ロマンチスト」                                                 | 伊達政宗（梅原裕一郎） | 「撹乱ロマンチスト」                                                      | テレビアニメ『戦刻ナイトブラッド』エンディングテーマ                                                         |
| 12月6日  | 伊達軍テーマソングシングルCD「撹乱ロマンチスト」                                                 | 伊達政宗（梅原裕一郎） | 「天華絶景」                                                              | テレビアニメ『戦刻ナイトブラッド』関連曲                                                                     |
| 12月6日  | SHADOW OF LAFFANDOR ラファンドール国物語〜ある少女の光と影の追憶〜                               | アイソル・ナザド（梅原裕一郎） | 「僕のいない朝」                                                          | テレビ番組『SHADOW OF LAFFANDOR ラファンドール国物語』エンディングテーマ                                     |
| 12月13日 | THE IDOLM@STER SideM ANIMATION PROJECT 02「TOMORROW DIAMOND」                                    | Beit | 「TOMORROW DIAMOND」                                                      | テレビアニメ『アイドルマスター SideM』エンディングテーマ                                                     |
| 12月13日 | THE IDOLM@STER SideM ANIMATION PROJECT 02「TOMORROW DIAMOND」                                    | Beit | 「Reason!!」                                                              | テレビアニメ『アイドルマスター SideM』関連曲                                                                 |
| 12月22日 | TSUKIPRO THE ANIMATION BD・DVD第1巻特典CD                                                        | SolidS | 「桜花爛漫」                                                              | テレビアニメ『TSUKIPRO THE ANIMATION』エンディングテーマ                                                     |
| 12月27日 | アイドルマスター SideM BD・DVD第1巻特典CD「315 St@rry Collaboration 01 〜DRAMATIC STARS&Beit〜」 | DRAMATIC STARS、Beit | 「冬の日のエトランゼ」                                                    | テレビアニメ『アイドルマスター SideM』関連曲                                                                 |
| 12月27日 | アイドルマスター SideM BD・DVD第1巻特典CD「315 St@rry Collaboration 01 〜DRAMATIC STARS&Beit〜」 | Beit | 「夜空を煌めく星のように」                                                | テレビアニメ『アイドルマスター SideM』関連曲                                                                 |
| 2018年   |                                                                                                  | |                                                                           | |
| 1月17日  | ちるらん にぶんの壱 キャラソング                                                                 | 土方歳三（鈴木達央）、永倉新八（梅原裕一郎）、斉藤一（木村良平）、沖田総司（代永翼）、原田左之助（蒼井翔太） | 「証」                                                                    | テレビアニメ『ちるらん にぶんの壱』関連曲                                                                    |
| 1月17日  | ちるらん にぶんの壱 キャラソング                                                                 | 永倉新八（梅原裕一郎） | 「ただひとつ」                                                            | テレビアニメ『ちるらん にぶんの壱』関連曲                                                                    |
| 1月31日  | THE IDOLM@STER SideM ANIMATION PROJECT 08「GLORIOUS RO@D」                                       | 315 STARS（DRAMATIC STARS、Beit、S.E.M、High×Joker、Jupiter） | 「Beyond The Dream（第2話 Ver）」                                         | テレビアニメ『アイドルマスター SideM』エンディングテーマ                                                     |
| 1月31日  | THE IDOLM@STER SideM ANIMATION PROJECT 08「GLORIOUS RO@D」                                       | 315 STARS（DRAMATIC STARS、Beit、S.E.M、High×Joker、W、Jupiter） | 「DRIVE A LIVE（第13話 Ver）」                                            | テレビアニメ『アイドルマスター SideM』エンディングテーマ                                                     |
| 1月31日  | THE IDOLM@STER SideM ANIMATION PROJECT 08「GLORIOUS RO@D」                                       | 315 STARS（DRAMATIC STARS、Beit、S.E.M、High×Joker、W、Jupiter） | 「GLORIOUS RO@D」                                                         | テレビアニメ『アイドルマスター SideM』挿入歌                                                                 |
| 2月23日  | TSUKIPRO THE ANIMATION BD・DVD第3巻特典CD                                                        | SolidS | 「Back On Track」                                                         | テレビアニメ『TSUKIPRO THE ANIMATION』エンディングテーマ                                                     |
| 4月4日   | fleur                                                                                            | I♥B | 「Let's Go」                                                              | ゲーム『アイ★チュウ』関連曲                                                                                  |
| 4月27日  | TSUKIPRO THE ANIMATION BD・DVD第5巻特典CD                                                        | SolidS | 「運命を越える"Venga"」                                                   | テレビアニメ『TSUKIPRO THE ANIMATION』エンディングテーマ                                                     |
| 4月27日  | Treasure                                                                                         | ナレク（石川界人）、ヴィーノ（梅原裕一郎） | 「Treasure」                                                              | テレビアニメ『ダメプリ ANIME CARAVAN』エンディングテーマ                                                     |
| 6月15日  | TSUKIPRO THE ANIMATION BD・DVD第7巻特典CD                                                        | SOARA、Growth、SolidS、QUELL | 「Dear Dreamer,」                                                         | テレビアニメ『TSUKIPRO THE ANIMATION』エンディングテーマ                                                     |
| 6月27日  | あんさんぶるスターズ！アルバムシリーズ 紅月                                                      | 紅月 | 「薄紅色の約束」                                                          | ゲーム『あんさんぶるスターズ！』関連曲                                                                       |
| 6月27日  | あんさんぶるスターズ！アルバムシリーズ 紅月                                                      | 蓮巳敬人（梅原裕一郎） | 「茜路の邂逅」                                                            | ゲーム『あんさんぶるスターズ！』関連曲                                                                       |
| 7月25日  | ロボマスターズ キャラソン&ドラマCD                                                               | タンタン（山下大輝）、テイジュン（梅原裕一郎） | 「Catch and back!」                                                       | テレビアニメ『ROBOMASTERS THE ANIMATED SERIES』関連曲                                                        |
| 8月22日  | Noble Bullet 03 大坂の陣グループ                                                                 | イエヤス（梅原裕一郎） | 「花ノ舞、鬨ノ歌」                                                        | ゲーム『千銃士』関連曲                                                                                       |
| 9月19日  | 弾奏アブソリュート                                                                               | 織田信長（森川智之）、豊臣秀吉（花江夏樹）、上杉謙信（鳥海浩輔）、武田信玄（小西克幸）、真田幸村（山下大輝）、伊達政宗（梅原裕一郎）、毛利元就（子安武人） | 「残光と盟約」                                                            | ゲーム『戦刻ナイトブラッド』関連曲                                                                           |
| 10月24日 | あんさんぶるスターズ！アルバムシリーズ MaM                                                       | MaM［三毛縞斑（鳥海浩輔）］ with 紅月 | 「RevolTrad〜維新伝心〜」                                                 | ゲーム『あんさんぶるスターズ！』関連曲                                                                       |
| 10月24日 | スタミュ in ハロウィン BD・DVD特典CD                                                             | 星谷悠太（花江夏樹）、辰己琉唯（岡本信彦）、揚羽陸（島﨑信長）、北原廉（梅原裕一郎） | 「Pumpkin Mate♪」                                                         | OVA『スタミュ in ハロウィン』挿入歌                                                                          |
| 10月26日 | SQ SolidS RE:START シリーズ2                                                                     | 世良里津花（花江夏樹）、村瀬大（梅原裕一郎） | 「Adonis」                                                                | キャラクターCD『SQ』関連曲                                                                                   |
| 11月21日 | DUEL GIG EXTRA                                                                                   | 小金井進（梅原裕一郎） | 「Believe in yourself」                                                   | ゲーム『バンドやろうぜ！』関連曲                                                                             |
| 12月19日 | 「燃えてヒーロー」コレクション 中学生編                                                          | 若島津健（梅原裕一郎） | 「燃えてヒーロー（中学生編アレンジ）」                                    | テレビアニメ『キャプテン翼』エンディングテーマ                                                               |
| 12月19日 | 「燃えてヒーロー」コレクション 中学生編                                                          | 日向小次郎（佐藤拓也）、若島津健（梅原裕一郎） | 「燃えてヒーロー（中学生編アレンジ）」                                    | テレビアニメ『キャプテン翼』エンディングテーマ                                                               |
| 12月19日 | 「燃えてヒーロー」コレクション 中学生編                                                          | 大空翼（三瓶由布子）、日向小次郎（佐藤拓也）、若島津健（梅原裕一郎）、松山光（羽多野渉）、三杉淳（斉藤壮馬）、若林源三（鈴村健一）、岬太郎（福原綾香） | 「燃えてヒーロー（中学生編アレンジ）」                                    | テレビアニメ『キャプテン翼』エンディングテーマ                                                               |
| 12月19日 | THE IDOLM@STER SideM WakeMini! MUSIC COLLECTION 03                                               | 315 STARS（インテリ Ver.） | 「POKER FAITH -ポーカーフェイス-」                                        | テレビアニメ『アイドルマスター SideM 理由あってMini!』エンディングテーマ                                     |
| 2019年   |                                                                                                  | |                                                                           | |
| 1月25日  | SQ SolidS RE:START シリーズ3                                                                     | SolidS | 「DOPE↗ROCK」                                                             | キャラクターCD『SQ』関連曲                                                                                   |
| 2月22日  | アイドルマスター SideM ストラグルハート 第1巻特装版オリジナルCD                                  | Beit | 「強く尊き獣たち」                                                        | 漫画『アイドルマスター SideM ストラグルハート』関連曲                                                        |
| 3月15日  | THE IDOLM@STER SideM WakeMini! SOLO COLLECTION 03 INTELLIGENCE Ver.                              | 鷹城恭二（梅原裕一郎） | 「POKER FAITH -ポーカーフェイス-」                                        | テレビアニメ『アイドルマスター SideM 理由あってMini!』関連曲                                                 |
| 4月24日  | アイ★チュウ BEST ALBUM チュウ盤                                                                  | I♥B | 「Crew on Merry-Go-Round」                                                | ゲーム『アイ★チュウ』関連曲                                                                                  |
| 5月10日  | THE IDOLM@STER SideM 4th ANNIVERSARY DISC「LIVE in your SMILE / DREAM JOURNEY」                  | DRAMATIC STARS、Jupiter、Beit、High×Joker、Café Parade、もふもふえん、F-LAGS | 「DREAM JOURNEY」                                                         | ゲーム『アイドルマスター SideM』関連曲                                                                       |
| 5月31日  | SQ SolidS RE:START シリーズ5                                                                     | 奥井翼（斉藤壮馬）、村瀬大（梅原裕一郎） | 「Kiss Me Quick」                                                         | キャラクターCD『SQ』関連曲                                                                                   |
| 6月26日  | ハヰカラレコォド〜新好男子歌曲〜                                                                 | 尾崎紅葉（梅原裕一郎） | 「我楽多草稿」                                                            | ゲーム『明治東亰恋伽〜ハヰカラデヱト〜』関連曲                                                               |
| 7月10日  | ☆3rd SHOW TIME 2☆ 鳳×揚羽×北原&揚羽×蜂矢×北原×南條                                               | 星谷悠太（花江夏樹）、那雪透（小野賢章）、月皇海斗（ランズベリー・アーサー）、天花寺翔（細谷佳正）、空閑愁（前野智昭）、揚羽陸（島﨑信長）、北原廉（梅原裕一郎） | 「NEW NOW!」                                                              | テレビアニメ『スタミュ』第3期挿入歌                                                                          |
| 7月10日  | ☆3rd SHOW TIME 2☆ 鳳×揚羽×北原&揚羽×蜂矢×北原×南條                                               | 揚羽陸（島﨑信長）、蜂矢聡（高梨謙吾）、北原廉（梅原裕一郎）、南條聖（武内駿輔） | 「ミス★キャスティング」                                                   | テレビアニメ『スタミュ』第3期関連曲                                                                          |
| 7月17日  | ☆3rd SHOW TIME 3☆ 入夏将志&team漣                                                                | team漣 | 「未来派OUTCOME」                                                         | テレビアニメ『スタミュ』第3期関連曲                                                                          |
| 7月26日  | SQ SolidS RE:START シリーズ6                                                                     | SolidS | 「I AM A BARTENDER」                                                      | キャラクターCD『SQ』関連曲                                                                                   |
| 7月31日  | ☆3rd SHOW TIME 5☆ 北原×南條&月皇×空閑                                                            | 北原廉（梅原裕一郎）、南條聖（武内駿輔） | 「FIND OUT」                                                              | テレビアニメ『スタミュ』第3期挿入歌                                                                          |
| 8月7日   | ☆3rd SHOW TIME 6☆ team鳳×team柊×team楪×team漣&那雪シスターズ                                     | team鳳、team柊、team楪、team漣 | 「Magic Time Maker」                                                      | テレビアニメ『スタミュ』第3期挿入歌                                                                          |
| 8月14日  | Stars' Ensemble!                                                                                 | 夢ノ咲ドリームスターズ | 「Stars' Ensemble!」                                                      | テレビアニメ『あんさんぶるスターズ！』オープニングテーマ                                                     |
| 9月4日   | ACTORS -Extra Edition 9-［一・大・佑斗・完］                                                     | 霧山一（梅原裕一郎） | 「メランコリック」                                                        | キャラクターCD『ACTORS』関連曲                                                                               |
| 9月4日   | GHOST SONG 07. アーサー・ペンドラゴン                                                            | アーサー・ペンドラゴン（梅原裕一郎） | 「Vivid Violent Storm」 「Dear my world, Dear my love」                   | 『GHOST CONCERT』関連曲                                                                                      |
| 9月18日  | ☆3rd SHOW TIME 12☆ team辰己&team星谷&team2年生                                                   | team星谷 | 「高校星歌劇-オンステージ-」                                              | テレビアニメ『スタミュ』第3期挿入歌                                                                          |
| 9月18日  | ☆3rd SHOW TIME 12☆ team辰己&team星谷&team2年生                                                   | 星谷悠太（花江夏樹）、那雪透（小野賢章）、月皇海斗（ランズベリー・アーサー）、天花寺翔（細谷佳正）、空閑愁（前野智昭）、辰己琉唯（岡本信彦）、申渡栄吾（内田雄馬）、戌峰誠士郎（興津和幸）、虎石和泉（KENN）、卯川晶（松岡禎丞）、揚羽陸（島﨑信長）、蜂矢聡（高梨謙吾）、北原廉（梅原裕一郎）、南條聖（武内駿輔） | 「我ら、綾薙学園華桜会〜NEXT STAGE〜」                                    | テレビアニメ『スタミュ』第3期エンディングテーマ                                                              |
| 9月25日  | あんさんぶるスターズ！ EDテーマ集 vol.2                                                          | 紅月 | 「月下無双、紅の舞」                                                      | テレビアニメ『あんさんぶるスターズ！』エンディングテーマ                                                     |
| 10月30日 | キミだけにモテたいんだ。                                                                         | 小田原城星高校モテメン部 | 「ハイスクールプリンセス」                                                | 劇場アニメ『キミだけにモテたいんだ。』主題歌                                                                 |
| 12月18日 | THE IDOLM@STER SideM 5th ANNIVERSARY DISC 01 PRIDE STAR                                          | 315 ALLSTARS | 「PRIDE STAR」 「DRIVE A LIVE」 「Reason!!」 「GLORIOUS RO@D」            | ゲーム『アイドルマスター SideM』関連曲                                                                       |
| 2020年   |                                                                                                  | |                                                                           | |
| 3月6日   | THE IDOLM@STER SideM 5th ANNIVERSARY UNIT COLLECTION -PRIDE STAR-                                | Beit | 「PRIDE STAR」                                                            | ゲーム『アイドルマスター SideM』関連曲                                                                       |
| 3月25日  | うちタマ?! 〜うちのタマ知りませんか？〜 ボーカルコレクション                                     | 三河クロ（梅原裕一郎） | 「3丁目の星☆」                                                            | テレビアニメ『うちタマ?! 〜うちのタマ知りませんか？〜』エンディングテーマ                                    |
| 3月25日  | うちタマ?! 〜うちのタマ知りませんか？〜 オリジナルサウンドトラック                               | 3丁目オールスターズ | 「3丁目のテーマ」                                                         | テレビアニメ『うちタマ?! 〜うちのタマ知りませんか？〜』エンディングテーマ                                    |
| 4月1日   | THE IDOLM@STER SideM WORLD TRE@SURE 13                                                           | 鷹城恭二（梅原裕一郎）、信玄誠司（増元拓也）、伊瀬谷四季（野上翔）、北村想楽（汐谷文康） | 「Welcome to Japan!」 「MEET THE WORLD!（JAPAN Ver.）」                   | ゲーム『アイドルマスター SideM LIVE ON ST@GE!』関連曲                                                        |
| 4月24日  | SQ「CARDS」シリーズ 2巻 SolidS「DIAMOND」                                                        | SolidS | 「GAME IS MINE」 「Timeless」                                             | キャラクターCD『SQ』関連曲                                                                                   |
| 5月20日  | ACTORS-Singing Contest Edition-sideA                                                             | 霧山一（梅原裕一郎） | 「刹那プラス」                                                            | キャラクターCD『ACTORS』関連曲                                                                               |
| 8月5日   | THE IDOLM@STER SideM 5th ANNIVERSARY DISC 06 Jupiter&Beit&THE 虎牙道                             | Beit | 「Avenue Illusion!」                                                      | ゲーム『アイドルマスター SideM』関連曲                                                                       |
| 8月5日   | THE IDOLM@STER SideM 5th ANNIVERSARY DISC 06 Jupiter&Beit&THE 虎牙道                             | Jupiter、Beit、THE 虎牙道 | 「いつかのトライアングル」                                                | ゲーム『アイドルマスター SideM』関連曲                                                                       |
| 8月26日  | THE IDOLM@STER SideM 5th ANNIVERSARY SOLO COLLECTION 05                                          | 鷹城恭二（梅原裕一郎） | 「Avenue Illusion!」                                                      | ゲーム『アイドルマスター SideM』関連曲                                                                       |
| 8月26日  | BRAND NEW STARS!!                                                                                | ESオールスターズ | 「BRAND NEW STARS!!」                                                     | ゲーム『あんさんぶるスターズ!!』主題歌                                                                       |
| 8月26日  | BRAND NEW STARS!!                                                                                | ESオールスターズ | 「Walk with your smile」                                                  | ゲーム『あんさんぶるスターズ!!』関連曲                                                                       |
| 8月28日  | Dear Dreamer, ver.SolidS                                                                         | SolidS | 「Dear Dreamer,」                                                         | テレビアニメ『TSUKIPRO THE ANIMATION』関連曲                                                                 |
| 12月2日  | THE IDOLM@STER SideM NEW STAGE EPISODE:05 Beit                                                   | Beit | 「Secret Ornament」 「NEXT STAGE!」                                       | ゲーム『アイドルマスター SideM』関連曲                                                                       |
| 12月23日 | OUVERTURE                                                                                        | I♥B | 「ボクラノオト」                                                          | ゲーム『アイ★チュウ Étoile Stage』関連曲                                                                     |
| 12月23日 | アクダマドライブ キャラクターソングミニアルバム                                                  | 運び屋（梅原裕一郎） | 「Red light,Dead line」                                                   | テレビアニメ『アクダマドライブ』関連曲                                                                       |
| 2021年   |                                                                                                  | |                                                                           | |
| 1月6日   | ACTORS – Deluxe Dream Edition –                                                                  | 霧山一（梅原裕一郎）、宇和島麒平（森嶋秀太） | 「シニカルナイトプラン」                                                  | キャラクターCD『ACTORS』関連曲                                                                               |
| 2月7日   | THE IDOLM@STER SideM UNIT COLLECTION -MEET THE WORLD!-                                           | 315 ALLSTARS | 「MEET THE WORLD!」                                                       | ゲーム『アイドルマスター SideM』関連曲                                                                       |
| 2月7日   | THE IDOLM@STER SideM UNIT COLLECTION -MEET THE WORLD!-                                           | Beit | 「MEET THE WORLD!」                                                       | ゲーム『アイドルマスター SideM』関連曲                                                                       |
| 2月24日  | DESIGNED BY HEAVEN!                                                                              | パライソ☆社員スターズ | 「DESIGNED BY HEAVEN!」                                                   | テレビアニメ『天地創造デザイン部』エンディングテーマ                                                         |
| 2月24日  | DESIGNED BY HEAVEN!                                                                              | パライソ☆社員スターズ | 「DESIGNED BY HEAVEN!＜Ad-Option Remix＞」                                | テレビアニメ『天地創造デザイン部』関連曲                                                                     |
| 2月24日  | 一番星                                                                                           | アイチュウ | 「一番星の歌〜未来のレジェンド伝説〜」                                    | テレビアニメ『アイ★チュウ』オープニングテーマ                                                                |
| 2月      | AIカードダス／アニメ『ゼノンザード＜ZENONZARD＞』 ベストアルバム「ELEMENTS」                     | アッシュ・クロード（梅原裕一郎） | 「Black & White」                                                         | ゲーム『ゼノンザード』挿入歌                                                                                 |
| 3月24日  | あんさんぶるスターズ!! ESアイドルソング season1 紅月                                             | 紅月 | 「紅月いろは唄」 「BRAND NEW STARS!!」                                    | ゲーム『あんさんぶるスターズ!!』関連曲                                                                       |
| 3月26日  | 天地創造デザイン部 オリジナル・サウンドトラック                                                  | 木村（梅原裕一郎）、水島（諏訪部順一） | 「ラップバトル」                                                          | テレビアニメ『天地創造デザイン部』挿入歌                                                                     |
| 3月26日  | SQ Neo X Lied vol.4 大&柊羽                                                                      | 村瀬大（梅原裕一郎）、和泉柊羽（武内駿輔） | 「音のLOOP」                                                              | キャラクターCD『SQ』関連曲                                                                                   |
| 6月23日  | FUSIONIC STARS!!                                                                                 | ESオールスターズ | 「FUSIONIC STARS!!」                                                      | ゲーム『あんさんぶるスターズ!!』関連曲                                                                       |
| 7月9日   | LOVE 'Em ALL                                                                                     | SolidS | 「LOVE 'Em ALL」                                                          | テレビアニメ『TSUKIPRO THE ANIMATION 2』主題歌                                                               |
| 7月21日  | SSSS.DYNAZENON CHARACTER SONG.1                                                                  | 山中暦（梅原裕一郎） | 「透明人間」                                                              | テレビアニメ『SSSS.DYNAZENON』関連曲                                                                         |
| 8月4日   | VOY@GER                                                                                          | THE IDOLM@STER FIVE STARS!!! | 「VOY@GER」                                                               | 「アイドルマスターシリーズ」イメージソング                                                                   |
| 8月4日   | VOY@GER SideM盤                                                                                  | 315 STARS | 「VOY@GER」                                                               | 「アイドルマスターシリーズ」イメージソング                                                                   |
| 8月4日   | VOY@GER SideM盤                                                                                  | 鷹城恭二（梅原裕一郎） | 「VOY@GER」                                                               | 「アイドルマスターシリーズ」イメージソング                                                                   |
| 8月18日  | スケートリーディング☆スターズ キャラクターソングミニアルバム②                                    | 姫川泉澄（梅原裕一郎） | 「Run Alone」                                                             | テレビアニメ『スケートリーディング☆スターズ』関連曲                                                          |
| 9月29日  | THE IDOLM@STER SideM GROWING SIGN@L 01 Growing Smiles!                                           | 315 ALLSTARS | 「Growing Smiles!」 「DRIVE A LIVE」 「Beyond The Dream」 「NEXT STAGE!」 | ゲーム『アイドルマスター SideM GROWING STARS』関連曲                                                         |
| 10月10日 | ☆SHOW TIME All-Star☆                                                                             | 星谷悠太（花江夏樹）、辰己琉唯（岡本信彦）、揚羽陸（島﨑信長）、北原廉（梅原裕一郎） | 「☆☆THANKFUL☆☆」                                                          | テレビアニメ『スタミュ』関連曲                                                                               |
| 10月29日 | TSUKIPRO THE ANIMATION2 BD・DVD第1巻特典CD                                                       | SolidS | 「KAN-ZEN-OFF-MODE」                                                      | テレビアニメ『TSUKIPRO THE ANIMATION2』エンディングテーマ                                                    |
| 12月9日  | あんさんぶるスターズ!! FUSION UNIT SERIES 05 UNDEAD × 紅月                                       | UNDEAD、紅月 | 「PERFECTLY-IMPERFECT」                                                   | ゲーム『あんさんぶるスターズ!!』関連曲                                                                       |
| 12月9日  | あんさんぶるスターズ!! FUSION UNIT SERIES 05 UNDEAD × 紅月                                       | 紅月 | 「FUSIONIC STARS!!」                                                      | ゲーム『あんさんぶるスターズ!!』関連曲                                                                       |
| 2022年   |                                                                                                  | |                                                                           | |
| 1月8日   | THE IDOLM@STER SideM UNIT COLLECTION -Growing Smiles!-                                           | Beit | 「Growing Smiles!」                                                       | ゲーム『アイドルマスター SideM GROWING STARS』関連曲                                                         |
| 1月19日  | あんさんぶるスターズ!! ESアイドルソング season2 紅月                                             | 紅月 | 「月光奇譚」 「夜空、然りとて鵲は」                                       | ゲーム『あんさんぶるスターズ!!』関連曲                                                                       |
| 1月28日  | TSUKIPRO THE ANIMATION2 BD・DVD第3巻特典CD                                                       | 大原空（豊永利行）、宗像廉（村田太志）、七瀬望（沢城千春）、世良里津花（花江夏樹）、村瀬大（梅原裕一郎）、和泉柊羽（武内駿輔）、堀宮英知（西山宏太朗） | 「神解けに当たる時」                                                      | テレビアニメ『TSUKIPRO THE ANIMATION2』エンディングテーマ                                                    |
| 3月12日  | THE IDOLM@STER SideM PASSION@TE FORMATION -INTELLIGENCE-                                         | 315 STARS（インテリVer.） | 「ANYWHERE」                                                              | ゲーム『アイドルマスター SideM GROWING STARS』関連曲                                                         |
| 3月12日  | THE IDOLM@STER SideM PASSION@TE FORMATION -INTELLIGENCE-                                         | 鷹城恭二（梅原裕一郎） | 「ANYWHERE」                                                              | ゲーム『アイドルマスター SideM GROWING STARS』関連曲                                                         |
| 4月29日  | TSUKIPRO THE ANIMATION2 BD・DVD第6巻特典CD                                                       | SolidS | 「髪飾りとコサージュ」                                                    | テレビアニメ『TSUKIPRO THE ANIMATION2』エンディングテーマ                                                    |
| 9月21日  | THE IDOLM@STER SideM 49 ELEMENTS 03 Beit                                                         | Beit | 「マイドラマティックヒロイン」                                            | ゲーム『アイドルマスター SideM GROWING STARS』関連曲                                                         |
| 9月21日  | THE IDOLM@STER SideM 49 ELEMENTS 03 Beit                                                         | 鷹城恭二（梅原裕一郎） | 「Posession Mind」                                                        | ゲーム『アイドルマスター SideM GROWING STARS』関連曲                                                         |
| 11月30日 | Flash!                                                                                           | PICG | 「Flash!」                                                                | テレビアニメ『クールドジ男子』エンディングテーマ                                                             |
| 11月30日 | Flash!                                                                                           | 三間貴之（梅原裕一郎） | 「Flash!」                                                                | テレビアニメ『クールドジ男子』関連曲                                                                         |
| 12月21日 | THE IDOLM@STER SideM GROWING SIGN@L 15 Take a StuMp!                                             | 315 ALLSTARS | 「Take a StuMp!」                                                         | ゲーム『アイドルマスター SideM GROWING STARS』関連曲                                                         |
| 2023年   |                                                                                                  | |                                                                           | |
| 2月8日   | THE IDOLM@STER SideM GROWING SIGN@L 17 Beit                                                      | Beit | 「Platinum MASK」 「MIRROR of TRUTH」                                     | ゲーム『アイドルマスター SideM GROWING STARS』関連曲                                                         |
| 2月11日  | THE IDOLM@STER SideM UNIT COLLECTION -Take a StuMp!-                                             | Beit | 「Take a StuMp!」                                                         | ゲーム『アイドルマスター SideM GROWING STARS』関連曲                                                         |
| 2月14日  | FLASH LIGHT                                                                                      | 315 STARS | 「FLASH LIGHT」                                                           | ゲーム『アイドルマスター SideM GROWING STARS』関連曲                                                         |
| 2月22日  | たいせつ                                                                                         | PICG | 「たいせつ」                                                              | テレビアニメ『クールドジ男子』エンディングテーマ                                                             |
| 2月22日  | たいせつ                                                                                         | 三間貴之（梅原裕一郎） | 「たいせつ」                                                              | テレビアニメ『クールドジ男子』関連曲                                                                         |
| 9月27日  | PICG VOCAL COLLECTION #1 「DOJI」                                                                | PICG | 「DOJI」                                                                  | テレビアニメ『クールドジ男子』関連曲                                                                         |
| 9月27日  | PICG VOCAL COLLECTION #1 「DOJI」                                                                | 三間貴之（梅原裕一郎） | 「DOJI」                                                                  | テレビアニメ『クールドジ男子』関連曲                                                                         |
| 11月7日  | アポロンさんは神すぎる ユニットソング アルバムCD BROTOI                                          | アポロン（田丸篤志）、ヘルメス（梅原裕一郎） | 「BROTOI」                                                                | 『アポロンさんは神すぎる』関連曲                                                                             |
| 10月28日 | THE IDOLM@STER SideM GROWING SIGN@L SOLO COLLECTION 03                                           | 鷹城恭二（梅原裕一郎） | 「Platinum MASK」                                                         | ゲーム『アイドルマスター SideM GROWING STARS』関連曲                                                         |
| 10月28日 | THE IDOLM@STER SideM 8th STAGE THEME SONG「Hands & Claps!」                                      | 315 ALLSTARS | 「Hands & Claps!」                                                        | ライブイベント『THE IDOLM@STER SideM 8th STAGE 〜ALL H@NDS TOGETHER〜』テーマソング                          |
| 10月28日 | THE IDOLM@STER SideM 8th STAGE THEME SONG「Hands & Claps!」                                      | 315 STARS（インテリVer.） | 「Hands & Claps!」                                                        | ライブイベント『THE IDOLM@STER SideM 8th STAGE 〜ALL H@NDS TOGETHER〜』テーマソング                          |
| 2024年   |                                                                                                  | |                                                                           | |
| 2月28日  | THE IDOLM@STER SideM CIRCLE OF DELIGHT 05 Beit                                                   | Beit | 「千夜一夜に瞬く星よ」 「ハナビラメールの空」                             | 『アイドルマスター SideM』関連曲                                                                             |
| 6月26日  | ヴァンパイア男子寮エンディングソングアルバム「またあした」                                       | 二階堂蓮（梅原裕一郎） | 「また あした」                                                           | テレビアニメ『ヴァンパイア男子寮』エンディングテーマ                                                         |
| 6月26日  | ヴァンパイア男子寮エンディングソングアルバム「またあした」                                       | 山本美人（市ノ瀬加那）、二階堂蓮（梅原裕一郎） | 「また あした」                                                           | テレビアニメ『ヴァンパイア男子寮』エンディングテーマ                                                         |
| 6月26日  | Stars' Ensemble!                                                                                 | 夢ノ咲ドリームスターズ | 「Stars' Ensemble!」                                                      | ゲーム『あんさんぶるスターズ!!』関連曲                                                                       |
| 6月26日  | BRAND NEW STARS!!                                                                                | ESオールスターズ | 「BRAND NEW STARS!!」 「Walk with your smile」                            | ゲーム『あんさんぶるスターズ!!』関連曲                                                                       |
| 6月26日  | FUSIONIC STARS!!                                                                                 | ESオールスターズ | 「FUSIONIC STARS!!」                                                      | ゲーム『あんさんぶるスターズ!!』関連曲                                                                       |
| 8月7日   | THE IDOLM@STER SideM F＠NTASTIC COMBINATION 〜HEARTMAKER!!!!〜 -SPIRIT'S WAY- Beit               | Beit、神速一魂 | 「ONE LIFE」                                                              | ライブイベント『315 Production presents F＠NTASTIC COMBINATION LIVE 〜HEARTMAKER!!!!〜 -SPIRIT'S WAY』関連曲 |
| 8月7日   | THE IDOLM@STER SideM F＠NTASTIC COMBINATION 〜HEARTMAKER!!!!〜 -SPIRIT'S WAY- Beit               | Beit | 「喜怒哀楽万国共通」                                                      | ライブイベント『315 Production presents F＠NTASTIC COMBINATION LIVE 〜HEARTMAKER!!!!〜 -SPIRIT'S WAY』関連曲 |
| 8月7日   | THE IDOLM@STER SideM F＠NTASTIC COMBINATION 〜HEARTMAKER!!!!〜 -SPIRIT'S WAY- Beit               | Beit、神速一魂、W、THE 虎牙道 | 「DRIVE A LIVE（HEARTMAKER!!!! Ver.）」                                   | ライブイベント『315 Production presents F＠NTASTIC COMBINATION LIVE 〜HEARTMAKER!!!!〜 -SPIRIT'S WAY』関連曲 |
| 8月7日   | THE IDOLM@STER SideM F＠NTASTIC COMBINATION 〜HEARTMAKER!!!!〜 -SPIRIT'S WAY- 神速一魂           | Beit、神速一魂、W、THE 虎牙道 | 「Beyond the Dream（HEARTMAKER!!!! Ver.）」                               | ライブイベント『315 Production presents F＠NTASTIC COMBINATION LIVE 〜HEARTMAKER!!!!〜 -SPIRIT'S WAY』関連曲 |

### その他参加楽曲
| 発売日         | 商品名               | 歌                          | 楽曲               | 備考 |
| -------------- | -------------------- | --------------------------- | ------------------ | ---- |
| 2017年5月17日  | Shoose Case          | しゅーず（feat.梅原裕一郎） | 「吉原ラメント」   |      |
| 2017年12月20日 | Shizuka Kudo Tribute | 梅原裕一郎                  | 「黄砂に吹かれて」 |      |

## 書籍

### 写真集
- 梅原裕一郎 1stフォトブック めっちゃいい塩梅。（2017年3月8日、主婦の友社）[438]
- きみとぼくと。声優男子×ねこphoto book（2017年8月29日、河出書房新社）[439] 石川界人、山下大輝、白井悠介、河西健吾、市川太一合同
- One Day Trip vol.1（2019年6月27日、インディペンデントワークス）
- 梅原裕一郎フォトブック 梅ごよみ 〜観梅〜（2021年3月8日、主婦の友社）
- 君と旅する日曜日 vol.4（2021年12月24日、イーネット・フロンティア）
- 君と旅する日曜日〜refrain〜（2023年6月10日、イーネット・フロンティア）
- 梅原裕一郎フォトブック 梅あわせ（2024年3月8日、主婦の友社）

### 雑誌連載
- 声優グランプリ（主婦の友社）
  - 梅原裕一郎のいい塩梅。（2015年6月号 - 2017年3月号）
  - 梅原裕一郎 梅ごよみ。（2017年5月号 - 2021年4月号）[440]
  - 徒然うめ草（2021年7月号 - ）